# 九十九里浜
九十九里浜（くじゅうくりはま）は、千葉県東部の刑部岬から太東崎までに及ぶ太平洋沿岸に面する、日本列島最大級の砂浜海岸である。

## 地名
『日本書紀』景行紀の見られる古名は「玉浦（玉の浦）」であり、両端には玉前・玉崎神社がある。
後、源頼朝の命で1里ごとに矢を立てたところ99本に達したという伝承から「九十九里矢指ヶ浦」と言われるようになったとの説が有名で、中央とされる山武市の旧蓮沼村には箭挿神社があり、「矢指浦」という別称がある。

## 地理
千葉県東部の刑部岬（旭市）から太東岬（いすみ市）までに及ぶ太平洋沿岸に面しており、全長66キロメートルにも及ぶ砂浜である。北側から旭市、匝瑳市、横芝光町、山武市、九十九里町、大網白里市、白子町、長生村、一宮町、いすみ市の5市4町1村に跨る。
九十九里浜を中心にして円を描くと、南西諸島を除く北海道から九州までが丁度半円内に収まり、犬吠埼とともに日本列島を扇に見立てた要の位置にある。
刑部岬（飯岡灯台）は日本の朝日百選、日本の夕陽百選、日本夜景遺産、日本の夜景100選、関東の富士見百景に選定されており、九十九里浜全景や漁港町を見渡せる絶景スポットとなっている。古くからの保養地・療養地であり、遮るものもなく雄大な海岸線はかつて数々の文人、墨客が訪れ、「文豪の地」として親しまれた。海岸線沿いには歌碑、詩碑が立ち、「だるま太陽」などの蜃気楼が見られる事もある。

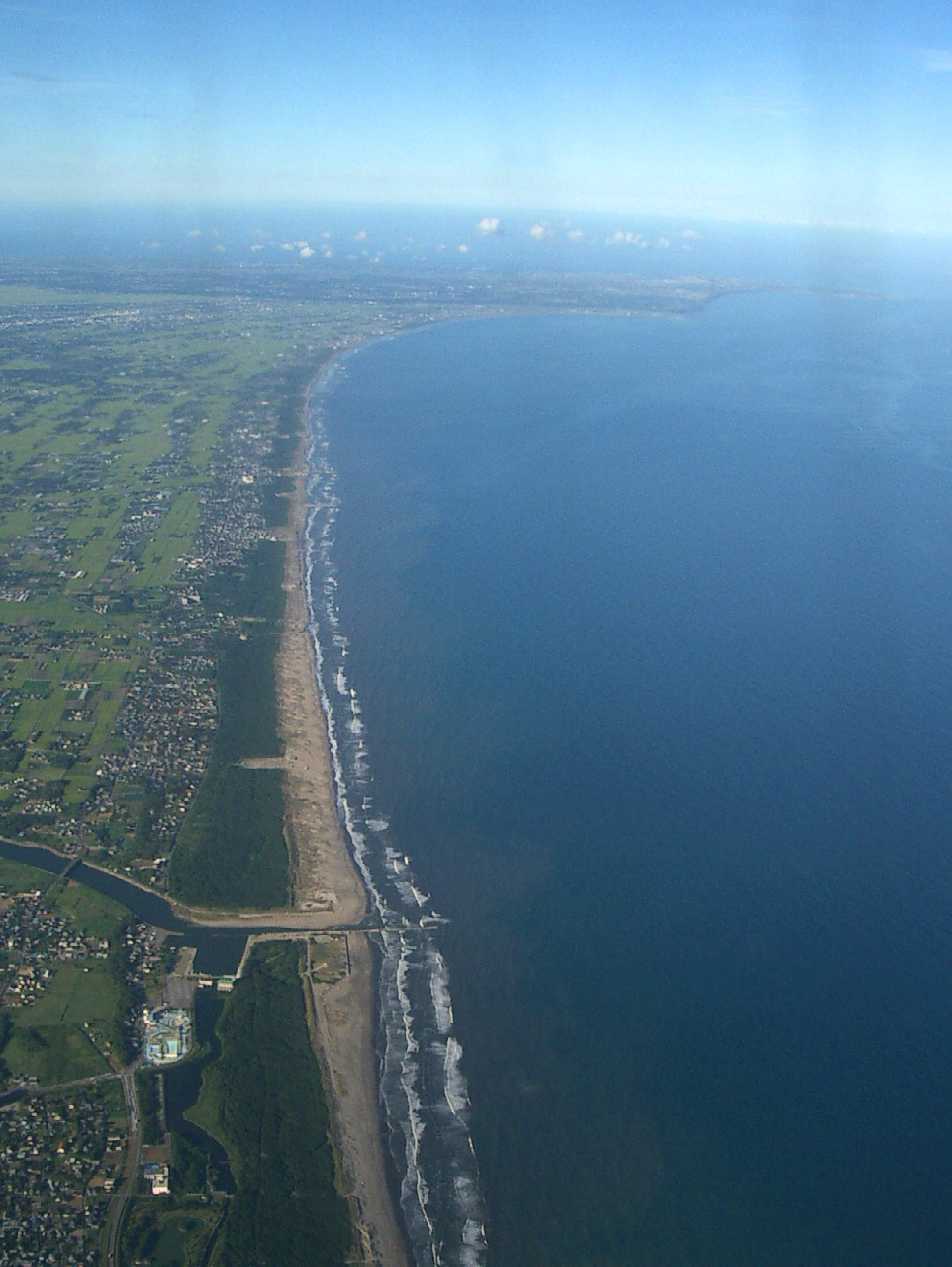
山武市上空からの空中写真
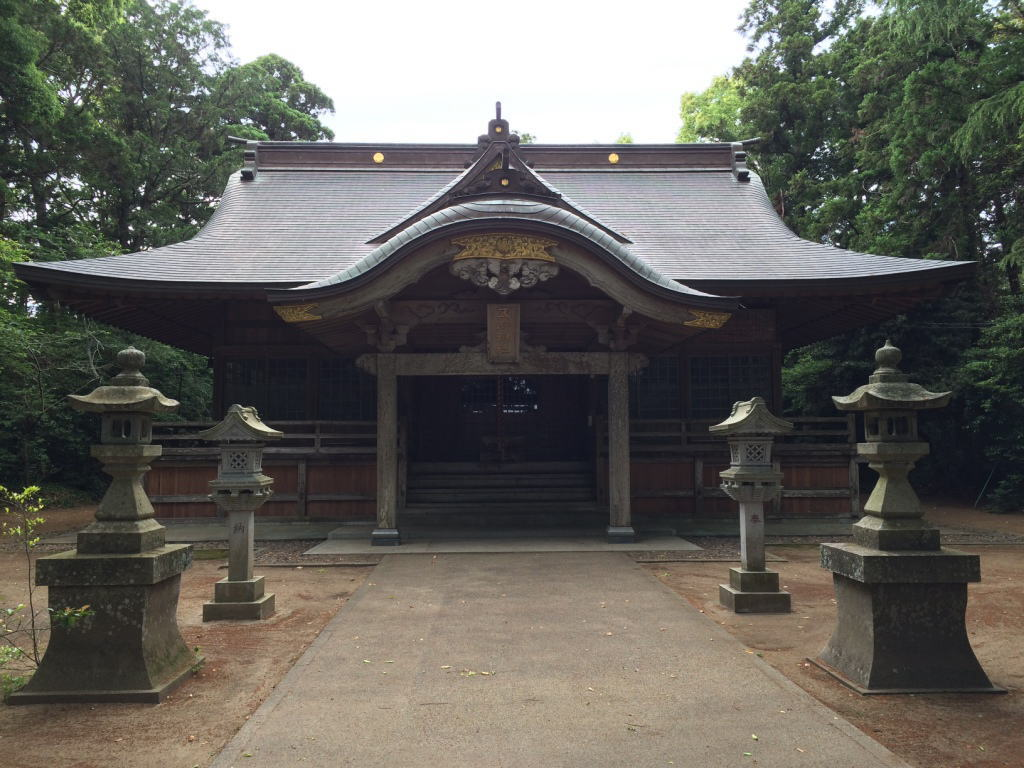
五所神社[注 3]

### 海岸の後退と砂浜
砂浜海岸である九十九里浜の天然の砂浜は、古代の香取海、現在の利根川河口から流出した土砂や、九十九里平野の東側に隣接する海食崖である屏風ヶ浦等が侵食されて削り出された土砂が潮流によって運ばれて堆積したものである。屏風ヶ浦は砂岩質の土壌の上に火山灰が堆積して形成された脆く崩れやすい地質で、こうした侵食により、有史以降に数キロメートルの後退があったとされている。有史以前の丸木舟の出土例は80件確認されており、出土地点は現在の栗山川とその支流借当川流域の、旧椿海周辺の海抜4メートル前後の地点に集中しており、当時海岸であったことがわかる。
縄文海進以降、海岸が後退し陸地が作られ地表面には当時の堆積物の痕跡が見られる。海浜堆積物から求めた過去6000年間の相対的海水準変動と隆起の解析から、この地域では1回の隆起変異量が40〜120センチメートルといった現象を少なくとも4回記録している。隆起の原因としては地震が考えられるが、地震の発生年代は特定されていない。平安時代から鎌倉時代にあたる西暦800年〜1300年、史料に記載がないものの、房総半島沖でマグニチュード8.5程度の地震が起き、九十九里浜一帯が大津波に襲われたことが、津波堆積物調査により判明している。また、江戸時代には、延宝5年（1677年）に「延宝房総沖地震」と元禄16年（1703年）にも「元禄地震」が起き津波が押し寄せた。
九十九里浜では、有史以降一貫して海岸線が後退してきたが、現在は海岸線の後退はほぼ停止し、むしろ砂浜の減少すらみられる。堆積土砂の供給源である利根川の河川改修の結果流下する土砂が減少し、消波ブロックの設置により土砂の供給と堆積が失われ、海岸侵食が深刻な問題となっている。養浜対策として突堤等を設置し、土砂流出を少しでも抑えようとしているが、抜本的解決には至っていない。。

### 水上交通の要衝
沿岸の栗山川（および旧椿海）水系には、日本全体の40パーセントに相当する80例にのぼる丸木舟の出土があり、『万葉集』に詠まれた「海上潟」は下総国の海上郡にあった潟ともされ、九十九里浜は香取海と共に危険な犬吠埼沖通過を避けて設定された、四国・近畿地方と東北地方を結ぶ水上交通の要衝であった。
北東側の下海上国造の領域には、古墳時代当時の海岸に面した高台にしゃくし塚古墳・北条塚古墳・御前鬼塚古墳などが築造され、その後壬申の乱に敗れた大友皇子の妃耳面刀自媛が父藤原鎌足の故地鹿島を目指し上陸したが、病に倒れ亡くなったといわれ匝瑳市野手には媛の墓とされる内裏塚古墳がある。また、平安時代にアテルイに敗れた征東大将軍の紀古佐美が真光寺を建立し、征夷大将軍に任じられた坂上田村麻呂は蝦夷征討の途中松崎神社に参拝したと伝えられ、天慶2年（939年）承平天慶の乱に際しては、寛朝僧正が難波津から下向している。
なお、奈良時代東国巡錫のおり行基が海難防止のため一宇を建立したことに始まり、平安時代空海によって改修されたと伝わる不動院長勝寺は、その後幾度かの改修を経て維持され続け、文化遺産として現存している。

## 自然環境
全域が千葉県立九十九里自然公園に指定されており、日本の白砂青松100選、日本の渚百選に選定されている。しかし、人為的な要因による自然環境の悪化や生態系へのダメージが問題視されており、池や湿地がとくに大きく減少したとされている。
日本列島に沿って北上する黒潮がここを境に離れる個所でもあり、「黒潮文化」の北限に位置している。そのため、多様な魚介類や鳥類の生息が確認されている。かつてはイワシ漁が盛んであり、一帯の住民の生活に大きく影響したとされている。また、九十九里平野の中央を流れる栗山川は「サケの回帰の南限の川」とされ、親潮の影響を受ける南端の地域でもある。
環境省と千葉県のレッドデータブックに記載されている絶滅危惧種も200種類以上が確認されている。中でもスナメリ、アカウミガメ、ミユビシギといった種の重要な生息地になっている事は特筆すべきであるとされる。九十九里浜はアカウミガメの上陸の頻度が比較的に高い地域の北限だとされ、南白亀川の河口部などの各地に産卵場所が存在するが、保全への課題も少なくない。
一方で、海岸ゆえに潮風と飛砂の影響を常に受けるため、植生はハマナスやハマヒルガオなどの10種類前後と限定されている。かつては食虫植物などの背丈の低い湿地性の植物が多く見られた。また、近年は外来種の生息をふくめた人為的な要因による生息環境の悪化も見られる。その他には、クロマツ、トベラ、マサキの海岸林（人工林）が特徴の一つであるが、2016年時点では「松くい虫」の影響などで著しい減少傾向にあるとされる。
また、過去にはセミクジラ、コククジラ、ザトウクジラなどといった沿岸性のクジラ（ヒゲクジラ類）や、絶滅したとされるニホンアシカも見られた可能性がある。

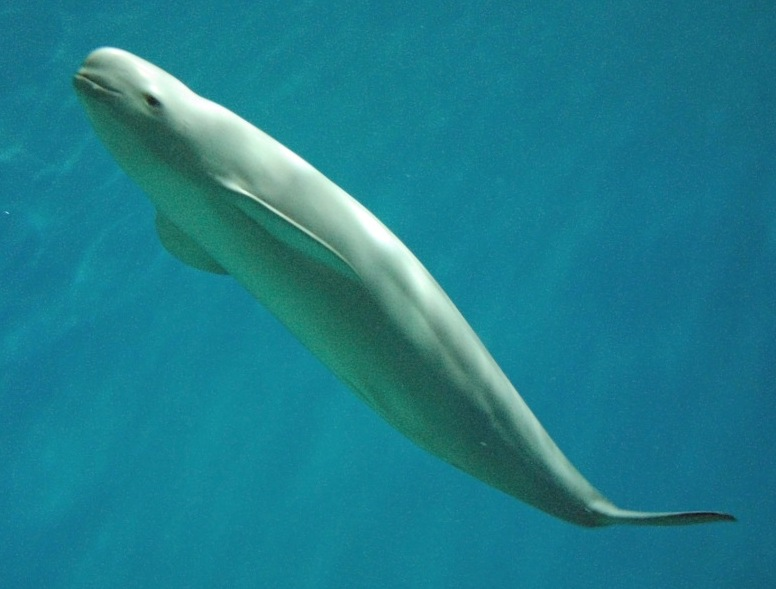
スナメリ[注 11]
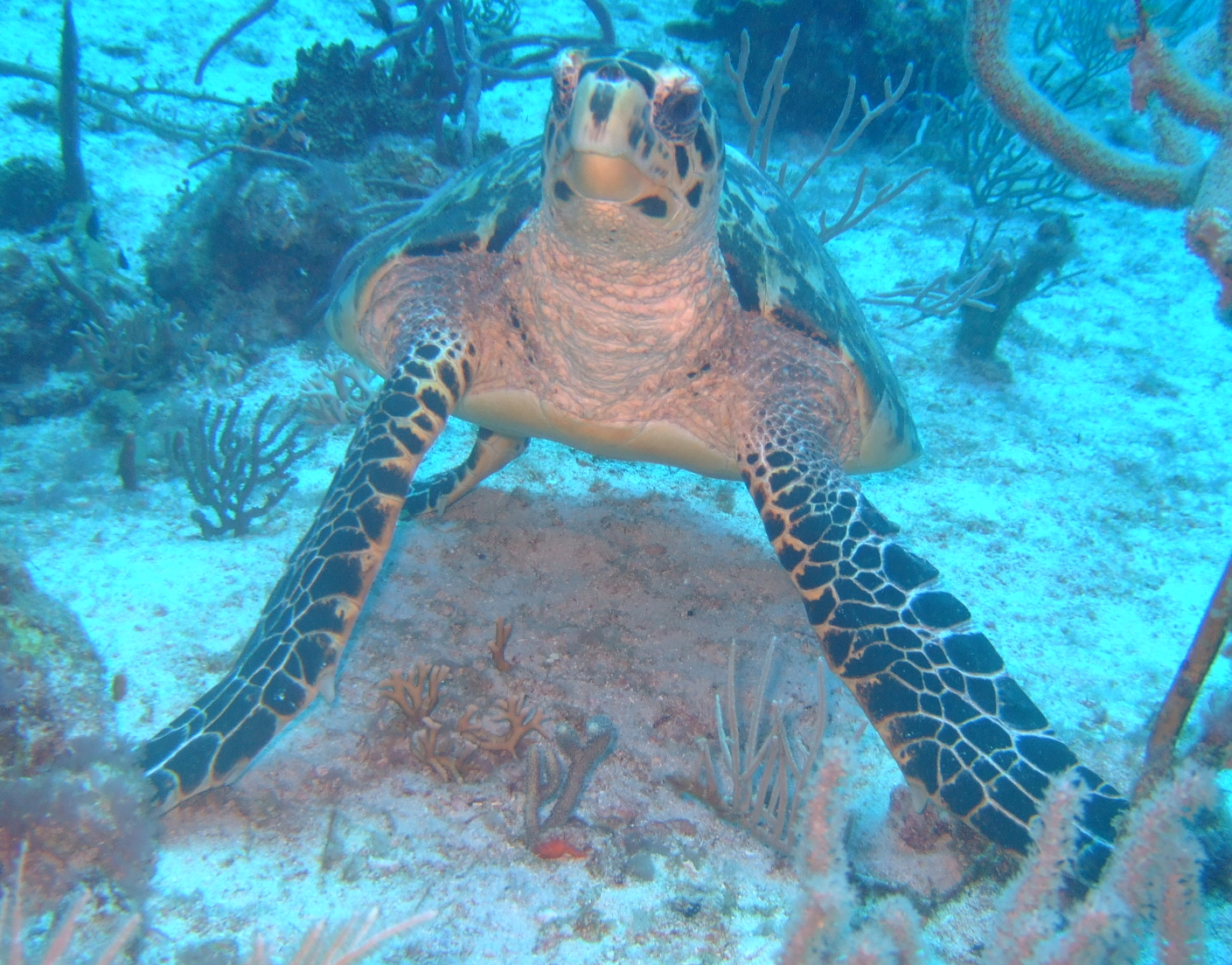
アカウミガメ[注 12]
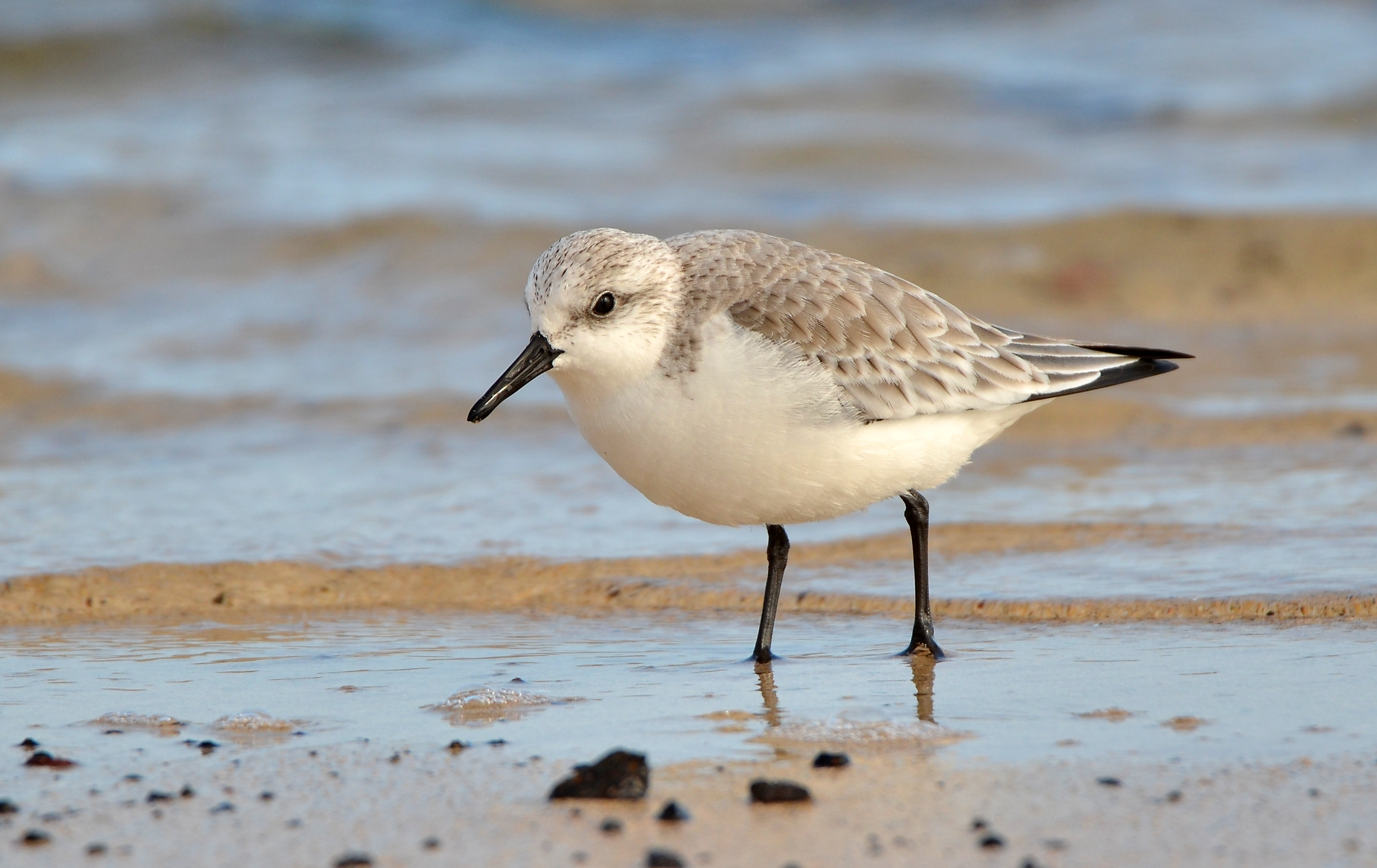
ミユビシギ[注 13]
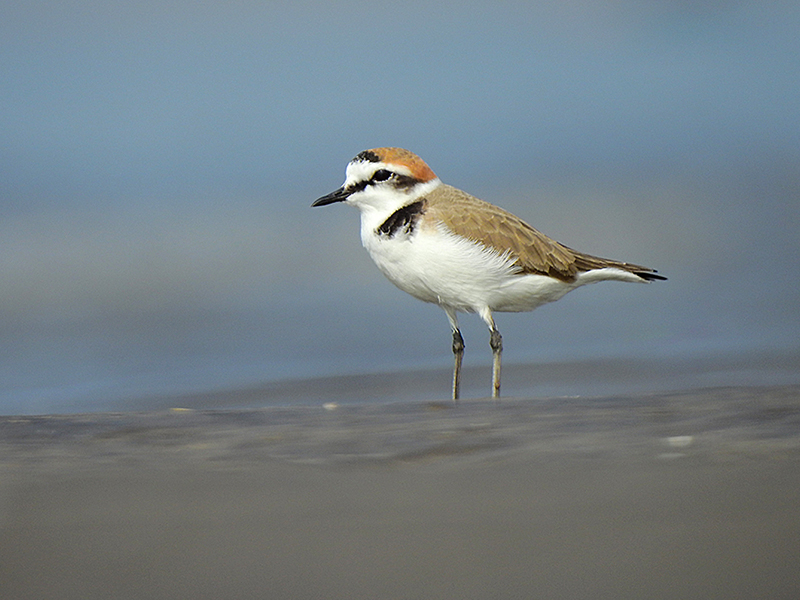
シロチドリ[注 14]
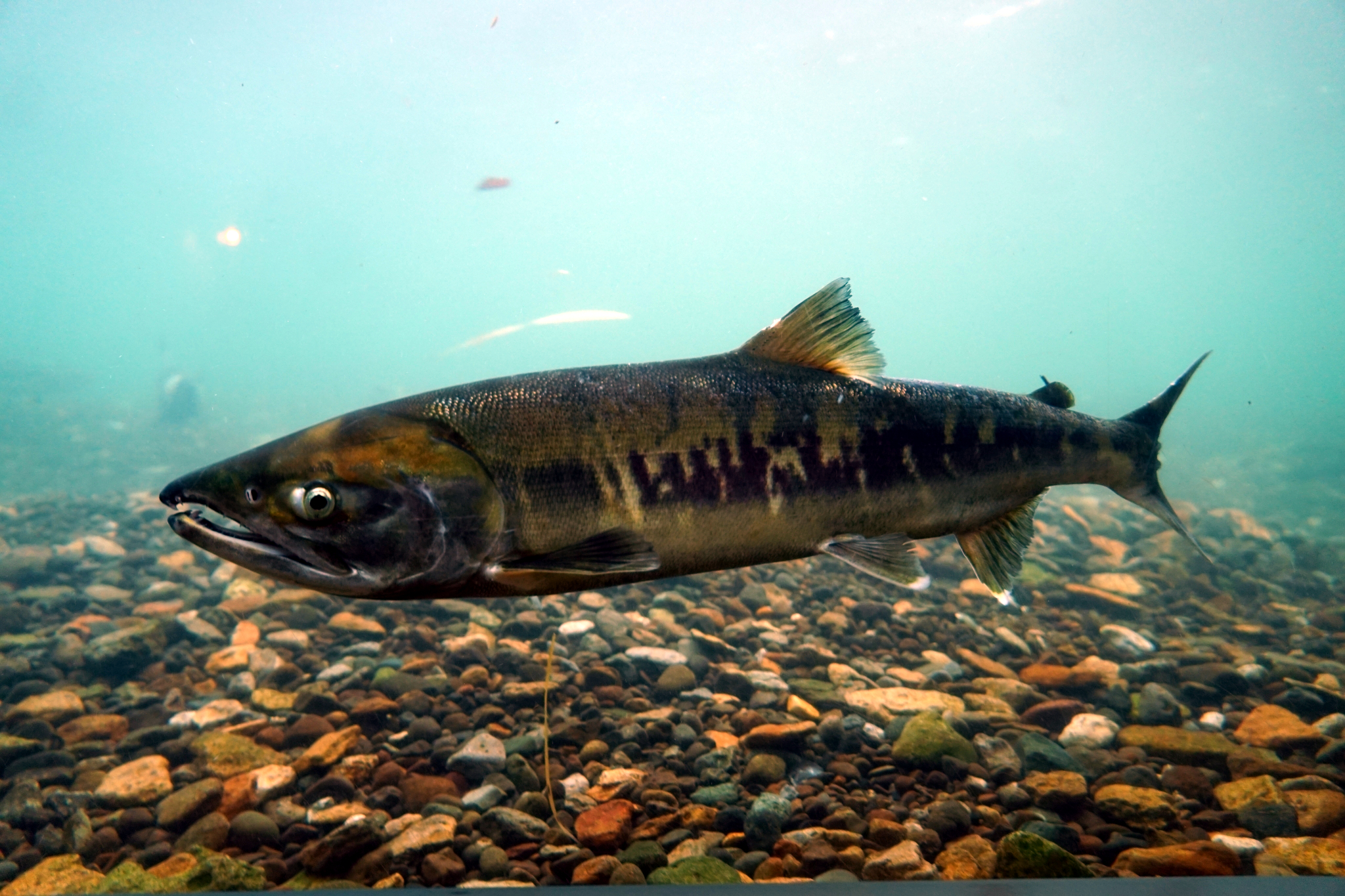
サケ
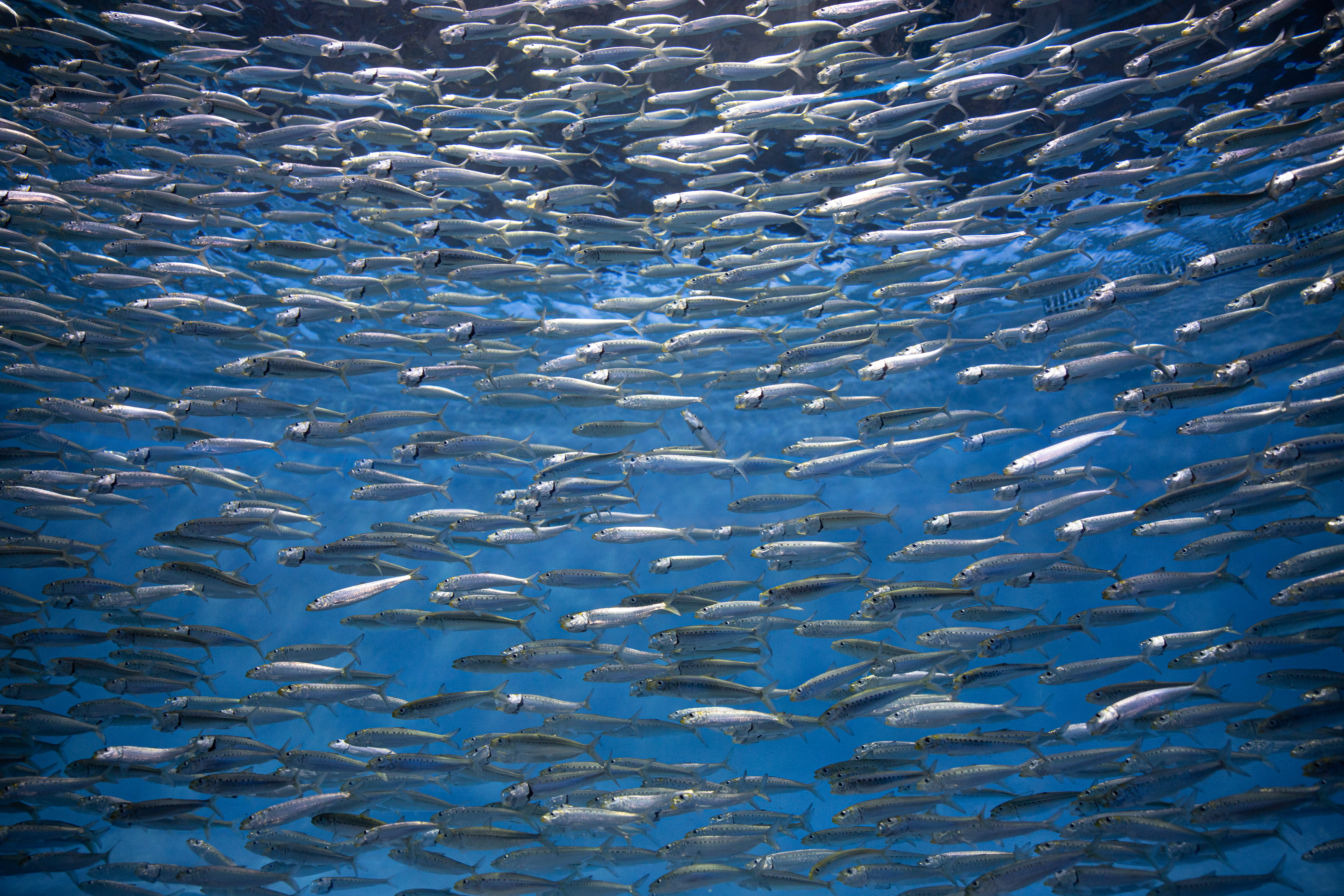
マイワシ
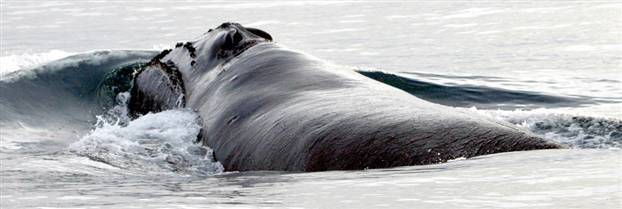
セミクジラ
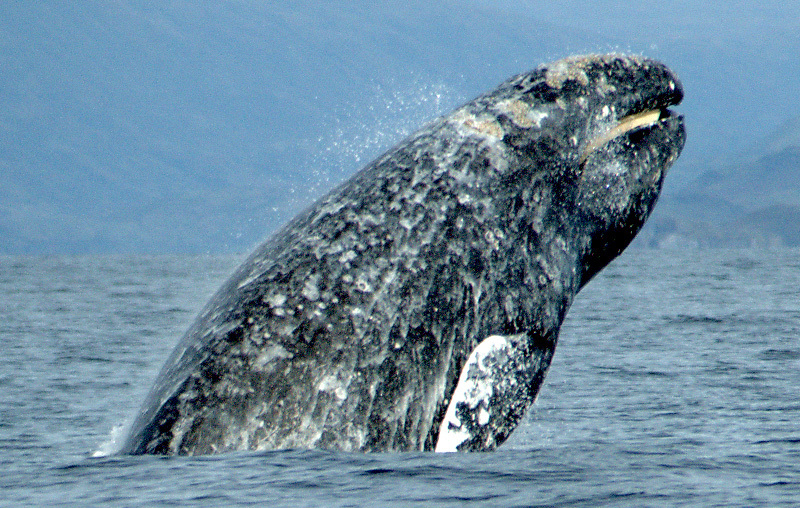
コククジラ
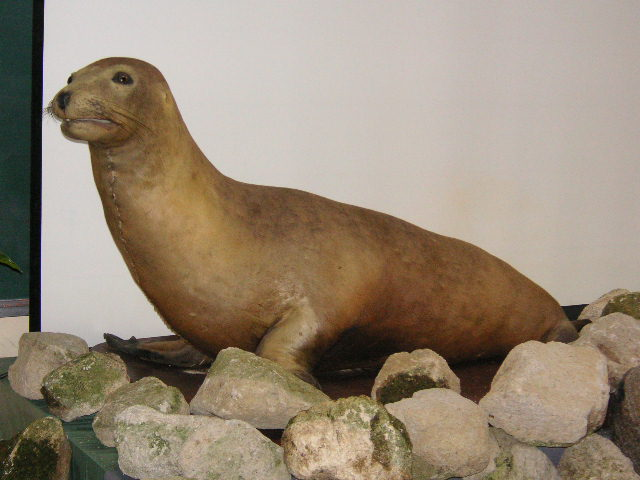
ニホンアシカ
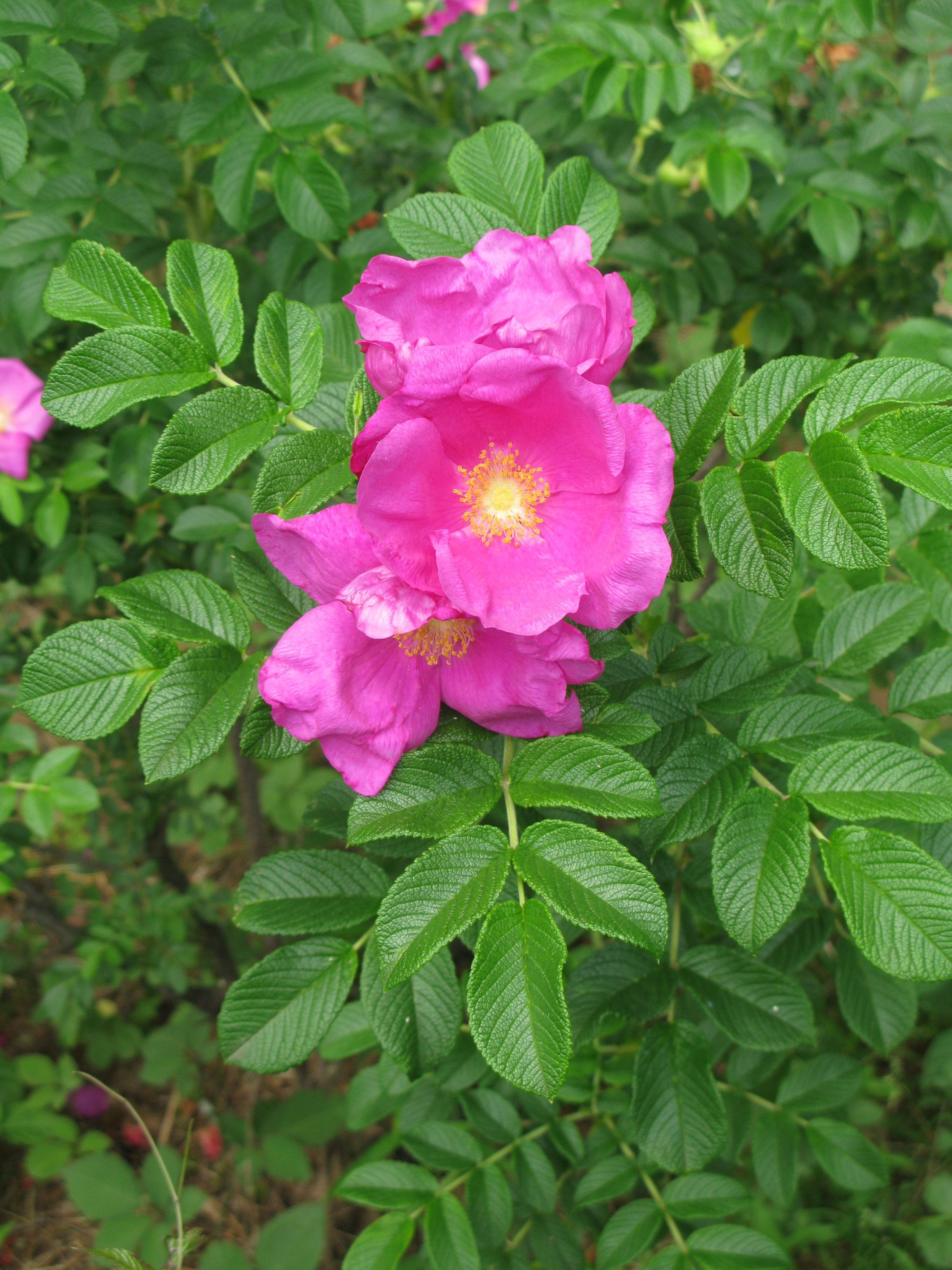
ハマナス

## 歴史

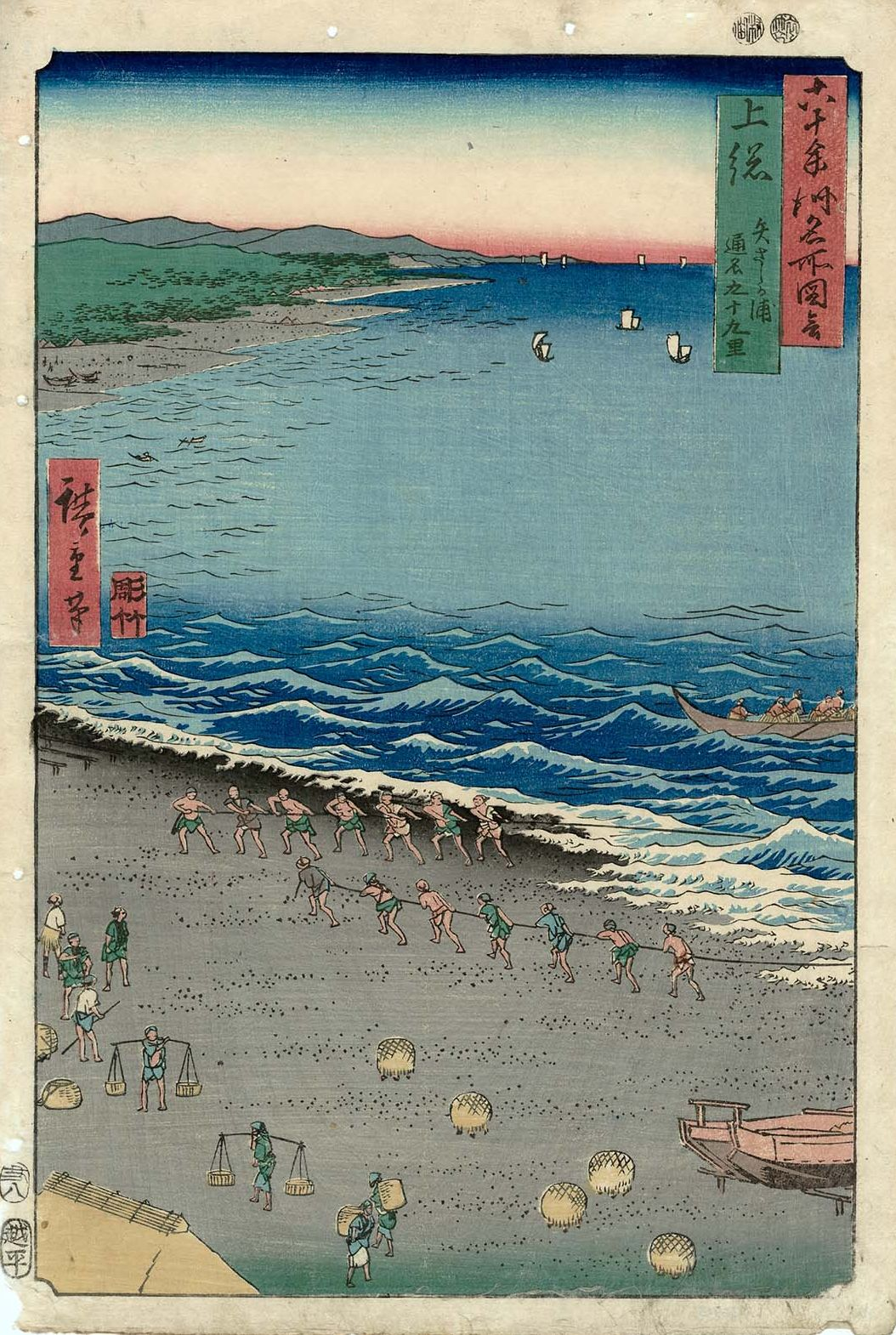
歌川広重画『六十余州名所図会 上総 矢さしが浦 通名九十九里』

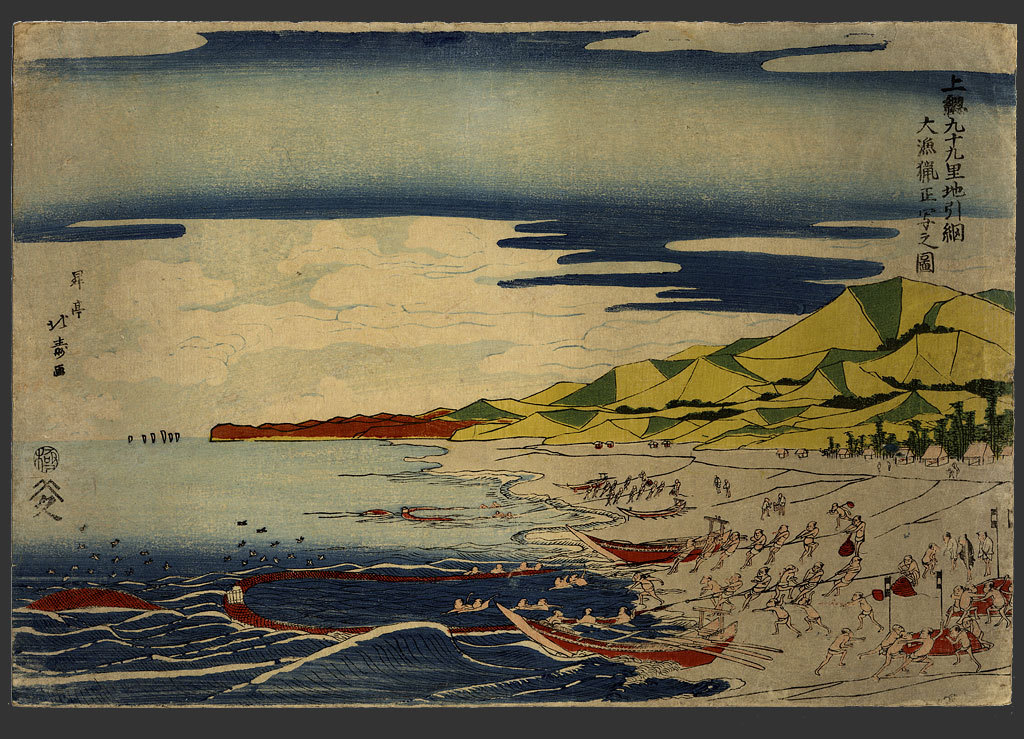
昇亭北寿画『上総九十九里地引網大漁猟正写之図』

### 先史時代
多くの貝塚が分布し、横芝光町にある縄文晩期の姥山式土器の標式遺跡である山武姥山貝塚は縄文中期から晩期にかけ2500年にわたって続いた村であり、200体以上の人骨とともに骨角器のペンダントや腕輪など多数の遺物が出土した茂原市の下太田貝塚も縄文晩期まで続いた「死者の谷」とされ、長期かつ永続的な営みが認められる。また、丸木舟の出土数は突出しており、先史時代から水上交通を通した文化圏が形成されていたとみられている。

### 古代
5世紀以前、この地域は、現代の千葉県中部から茨城県、埼玉県、東京都にかけての一帯を支配した「大海上国」ともいうべき勢力圏の一部であった。6世紀に畿内の大王の有力な外戚である和珥氏の一族武社国造が進出、大海上国は上海上国造と下海上国造に分割され、衰退したとする考えもある。文献史料によるものとして、六国史では『日本書紀』卷7景行天皇40年10月の条は、日本武尊が「海路をとって葦浦を廻り、玉浦を横切って蝦夷の境に至った」とし、茂原市本納には弟橘媛を祀る橘樹神社がある。また『続日本後紀』承和2年（835年）3月16日条の物部匝瑳熊猪改姓記事には、「昔、物部小事大連、節を天朝に錫し、出でて坂東を征す。凱歌帰報。この功勳に籍りて下総国に始めて匝瑳郡を建て、……」とあり、日本武尊東征のほか物部氏も進出したとされ、小川台古墳群を物部氏の奥都城とする説もある。『日本書紀』卷18安閑天皇元年（534年）4月1日条には伊甚屯倉献上の記事があり、南側の夷隅郡市を中心とする地域に屯倉が設けられたが、九十九里浜南部の地域も屯倉に含まれていたと考えられている。
古墳時代が終わり仏教が導入されると、下総国では現在の匝瑳市に大寺が置かれた。匝瑳市大寺にある龍尾寺には香取海上流の龍角寺とともに印旛沼の龍伝説が伝えられ、古代の官寺があった地であることをものがたる。また奈良時代上総国では、宝亀5年（774年）に上総介となった藤原黒麻呂が、現在の茂原市付近の牧を開発、初期荘園藻原荘が成立している。
平安時代になると、坂上田村麻呂や文室綿麻呂による蝦夷征討後は、小事の子孫とされる物部匝瑳氏が、足継・熊猪・末守 の3代に亘って鎮守将軍に任ぜられ、この地は陸奥国への要衝であり朝廷の蝦夷経営の拠点であった。また、寛平元年（889年）、宇多天皇の勅命により平姓を賜与され臣籍降下した平高望は、昌泰元年（898年）に上総介に任じられ子の良兼ともに上総国に下向、武射郡の屋形を本拠とした。なお、当時の上総国の国府は茂原市付近にあったとされる。奈良時代に藤原黒麻呂が開発した藻原荘は、曾孫の菅根等によって寛平2年（890年）興福寺に寄進された。この功績の他、菅根は左遷を諫止するため参内しようとした宇多上皇を内裏の門前で阻み、菅原道真大宰府左遷に果たした功績もあり、後に参議に任じられ公卿に列するが雷に打たれて死に道真の祟りと噂された。

### 中世
治承・寿永の乱に際し、千田荘の領家藤原親政が、源頼朝に加担した千葉氏に敗れ、後に上総広常が粛清され、九十九里浜沿いの各地においても千葉氏一門の台頭を招くことになった。嫡流の千田氏の領した千田荘の他、匝瑳南条荘は千葉常胤の弟椎名胤光に譲られ、子孫の椎名氏が代々地頭を勤めた。建長年間（1249年-1256年）には椎名氏の外護を受けた浄土宗第3祖の良忠が、ここを拠点に関東各地の教化を行った。
南北朝の騒乱においては、千田荘を本拠とした千田胤貞は、従弟の貞胤と千葉氏の家督を賭けて争うが、貞胤が降伏した直後に自身が病没し宗家復帰はならなかった。このため宗家の地位を失った千田氏はその後衰退していった。その後、享徳の乱で、原胤房に襲われた千葉胤直・胤宣親子が千田荘に逃れるが、馬加康胤に討たれて千葉氏宗家の嫡流が滅亡した。胤直の弟胤賢の子実胤と自胤は八幡荘に落ちのび、将軍足利義政が派遣した東常縁の支援はあったが、足利成氏が敵対的な介入を図ったため、さらに武蔵国に逃れることとなり下総帰還は叶わなかった。この時常縁に同行していた酒井定隆は常縁の帰国には同行せず、後に土気城に入り上総酒井氏の祖となった。

### 近世

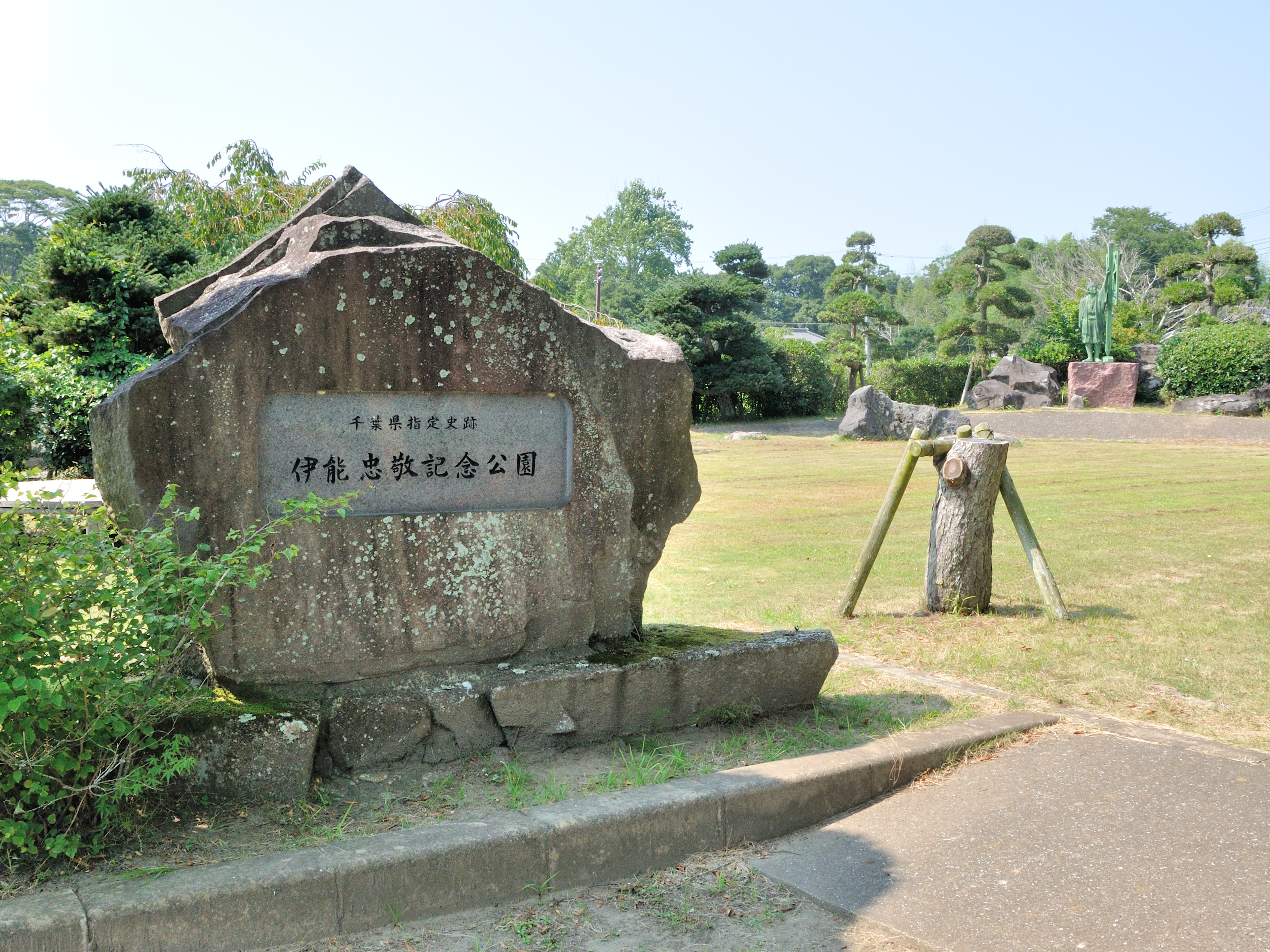
伊能忠敬記念公園

豊臣政権下、徳川家康の関東移封に伴い、九十九里浜沿岸には木曾義昌、保科正光、本多康俊、石川康通らが入部したが、木曾氏が改易された他は関ヶ原の戦い後の加増移封、江戸幕府直轄地（天領）や旗本知行地となり、大きな藩は置かれなかった。
大坂冬の陣の前年の慶長18年（1613年）、徳川家康の命により、江戸城と九十九里浜の中央を結ぶ（鷹狩を名目とした軍事プレゼンスとされる）、ほぼ一直線の道路が作られた。このルートは大政奉還後、小間子牧の佐賀藩による開墾、明治政府による大日本帝国陸軍練兵場の開設（現在の自衛隊下志津駐屯地）、房総導水路東金ダム（水資源開発公団）などによって分断されたが、山武市小松からが千葉県道124号緑海東金線（砂押県道）、船橋までは千葉県道69号長沼船橋線（船橋から江戸城までは京葉道路）として現存している。
江戸時代には、現在の白子町や大網白里市、九十九里町などの九十九里浜の南部地域では紀州漁民の入植が盛んとなり、紀州とのつながりと漁業による繁栄があり、「九十九里浜といえば地引き網によるいわし漁」のように言われるようになった。享保の大飢饉を教訓に、青木昆陽らによる飢饉の際の救荒食物としてのサツマイモの試験栽培が、小石川植物園と下総国千葉郡馬加村（現在の千葉市花見川区幕張）の他、上総国山辺郡不動堂村（現在の九十九里町不動堂）でも行われ、天明の大飢饉では多くの人々の命を救った。
また、幕末の優れた儒学者であった目黒自琢は江戸から離れ、この地で多くの門人を教育している。妙覚寺（九十九里町）は、江戸時代中期の折衷学派（太田錦城学系）の西山翰海、長沼祐達、目黒自琢、藤代季園など、同寺を基盤として孔孟儒学を講じていたほか、医薬を施して広くこの地方の文化に貢献し、その後も幾多の有能な人材を輩出したお寺となっている。伊能忠敬がその幼少年期を同寺住職の教育を受けて過ごしたともいわれている。延享2年（1745年）2月11日、江戸時代の商人・測量家である伊能忠敬は上総国山辺郡小関村（現在の九十九里町小関）の名主・小関五郎左衛門家で生まれた。伊能忠敬誕生250周年の年に、九十九里町では町制施行40周年にあたり、記念事業の一環として生家跡に銅像を建立、周囲約1600平方メートルの伊能忠敬記念公園として整備している。
明治維新が近づくと、文久3年（1863年）12月12日、九十九里一帯にて浪士隊「真忠組」を名のり、「四民平等・貧民救済」を旗印に幕末維新の騒動が勃発する。小関新開（現：九十九里町）に本拠地を置き、攘夷をスローガンに豪農・村役人層から金銭・米・武器を徴発し、窮民に対する救貧活動を行なっていた。

### 近現代

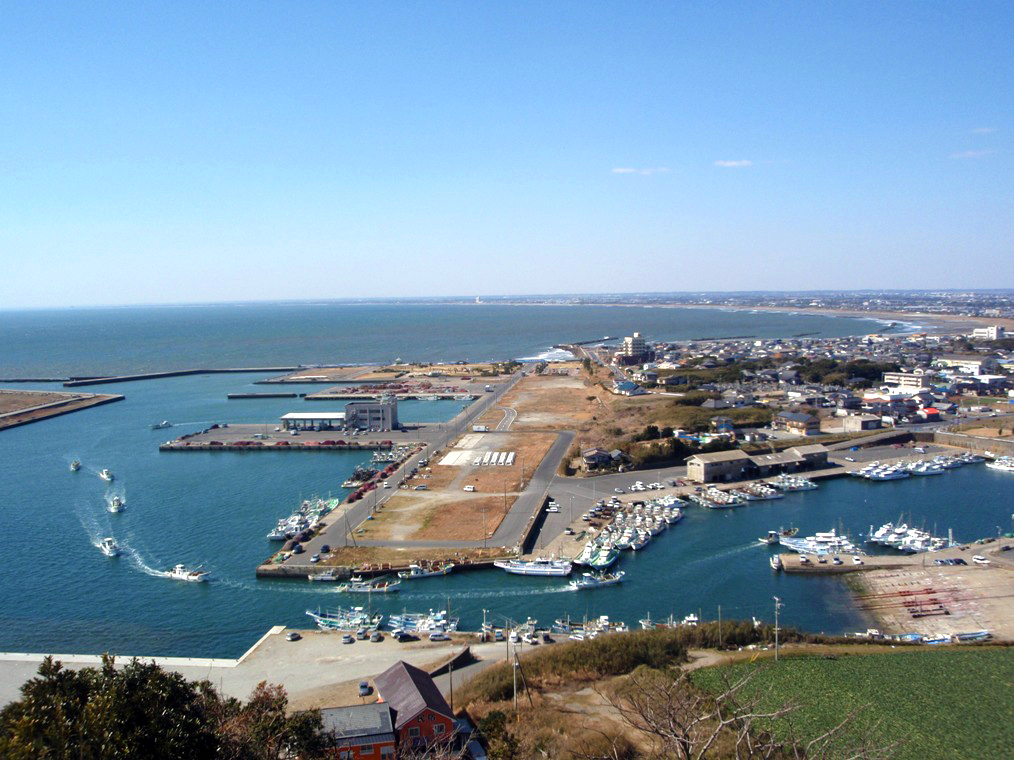
飯岡漁港（第1種漁港）

明治維新後、機械揚繰網が登場すると、遠浅な砂浜海岸で良港に恵まれない九十九里浜の地形が支障になった。漁業の盛んであった南部の地域では、河口を漁港として利用できるような大きな川は無く、漁船の大型化への対応が難しかった九十九里浜の漁業は一時衰退した。沿岸にある三つの漁港のうち、北端にある飯岡漁港は接するとはいえ砂浜海岸の外にあり、栗山川漁港は河口部のラグーンを活用しているが、片貝漁港は、在日米軍の高射砲射撃演習場の中止に伴う漁業補償金を基金として、砂浜海岸を掘り込んで1962年（昭和37年）に開港したものである。そのため、農業や観光が産業の主体となり、東京都心からも高速バスなどによる交通の便が整っていることもあって、観光産業に力を入れられている。また、一時衰退した漁業も観光資源として活用されている。海岸沿いには海水浴場が数多く整備され、夏は観光客で賑わう。保養地として国民宿舎を始め、多くの宿泊施設やオートキャンプ場が並ぶ。近年では、マリンスポーツと仕事を両方楽しむサテライトオフィス（シェアオフィス）の取り組みや、オーガニックやカフェがブームになったため、第1次産業を上手く活用したお洒落なレストランやカフェなどが多く進出している。

## 観光

### 海岸と海水浴場

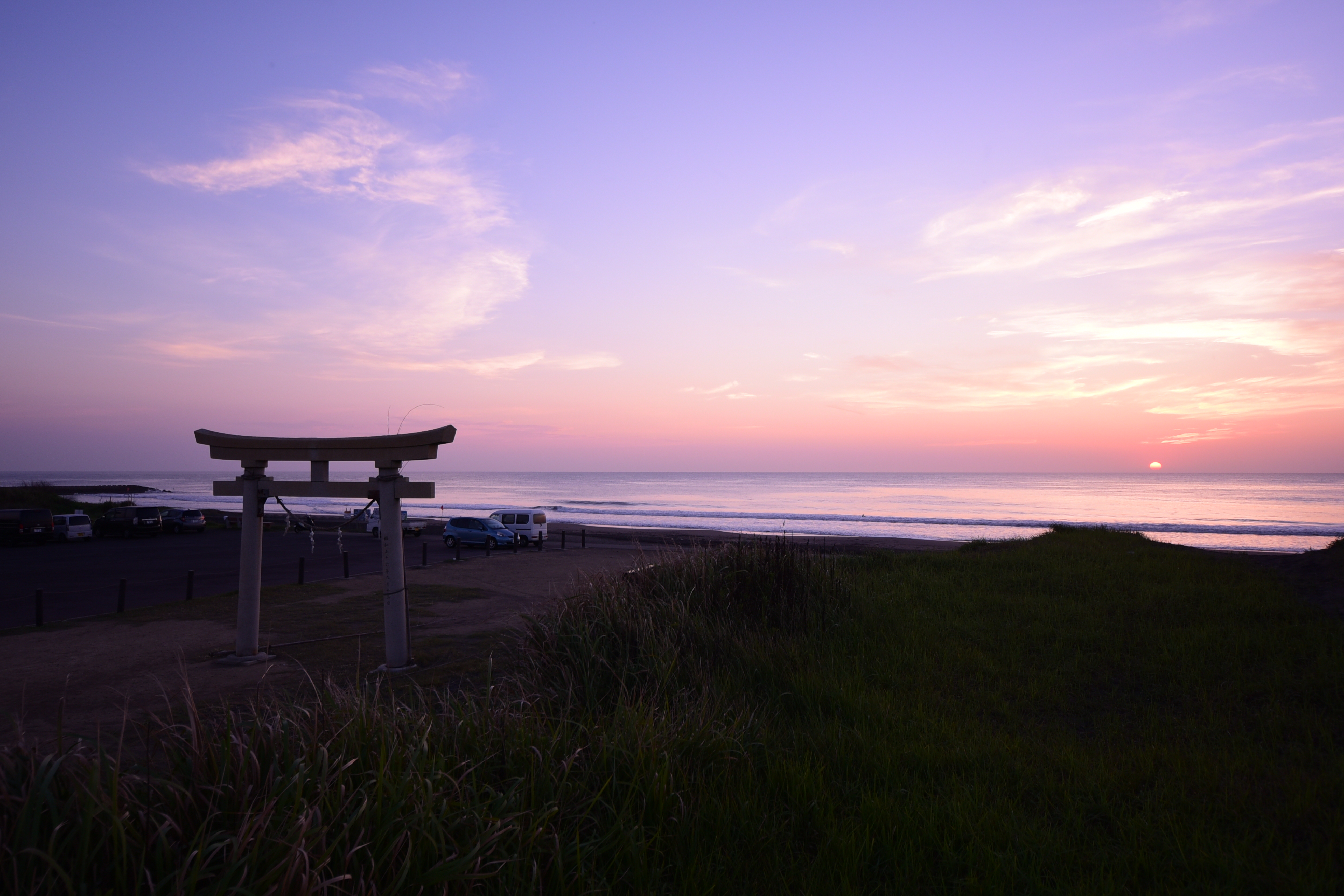
釣ヶ崎海岸の夕景

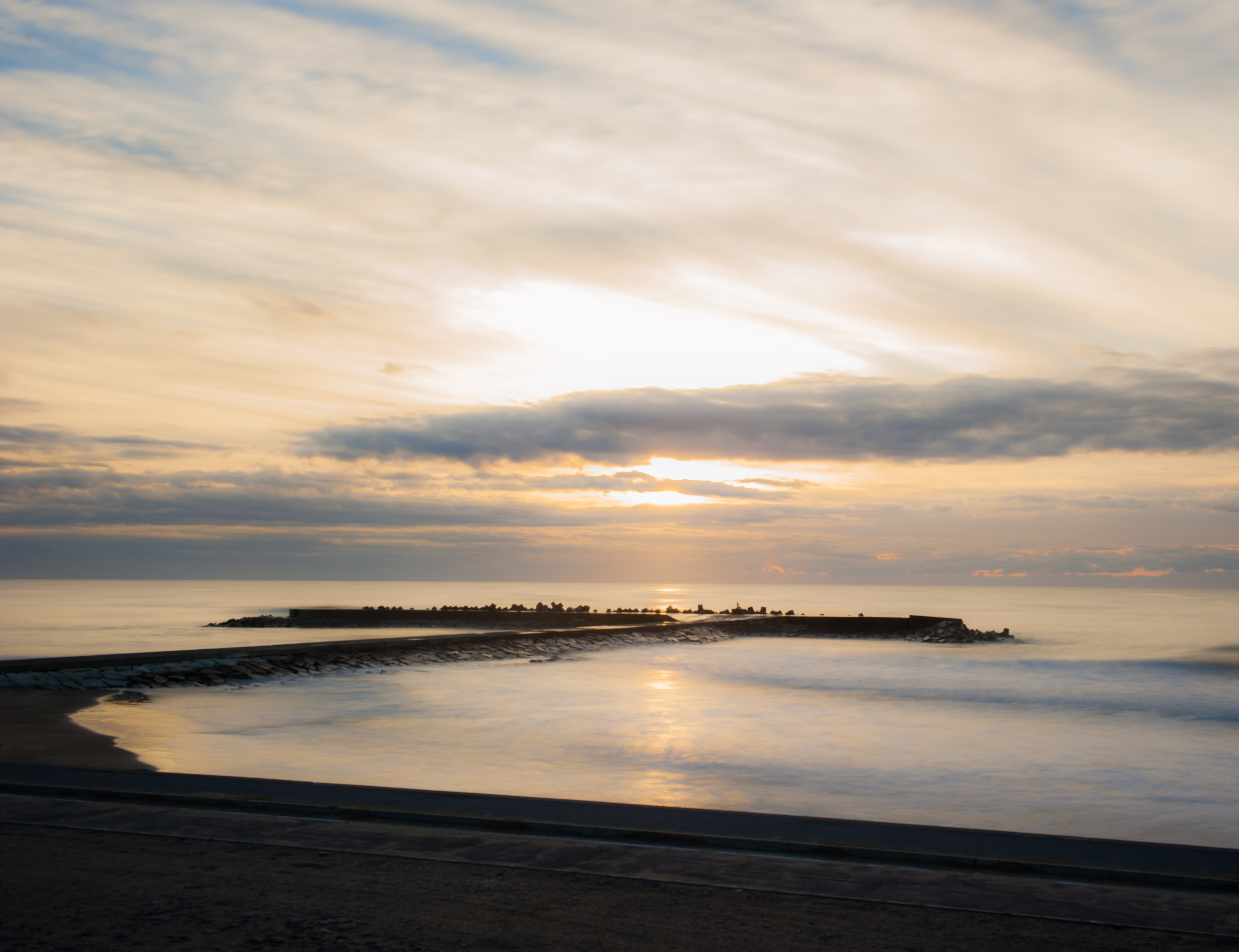
吉崎海岸

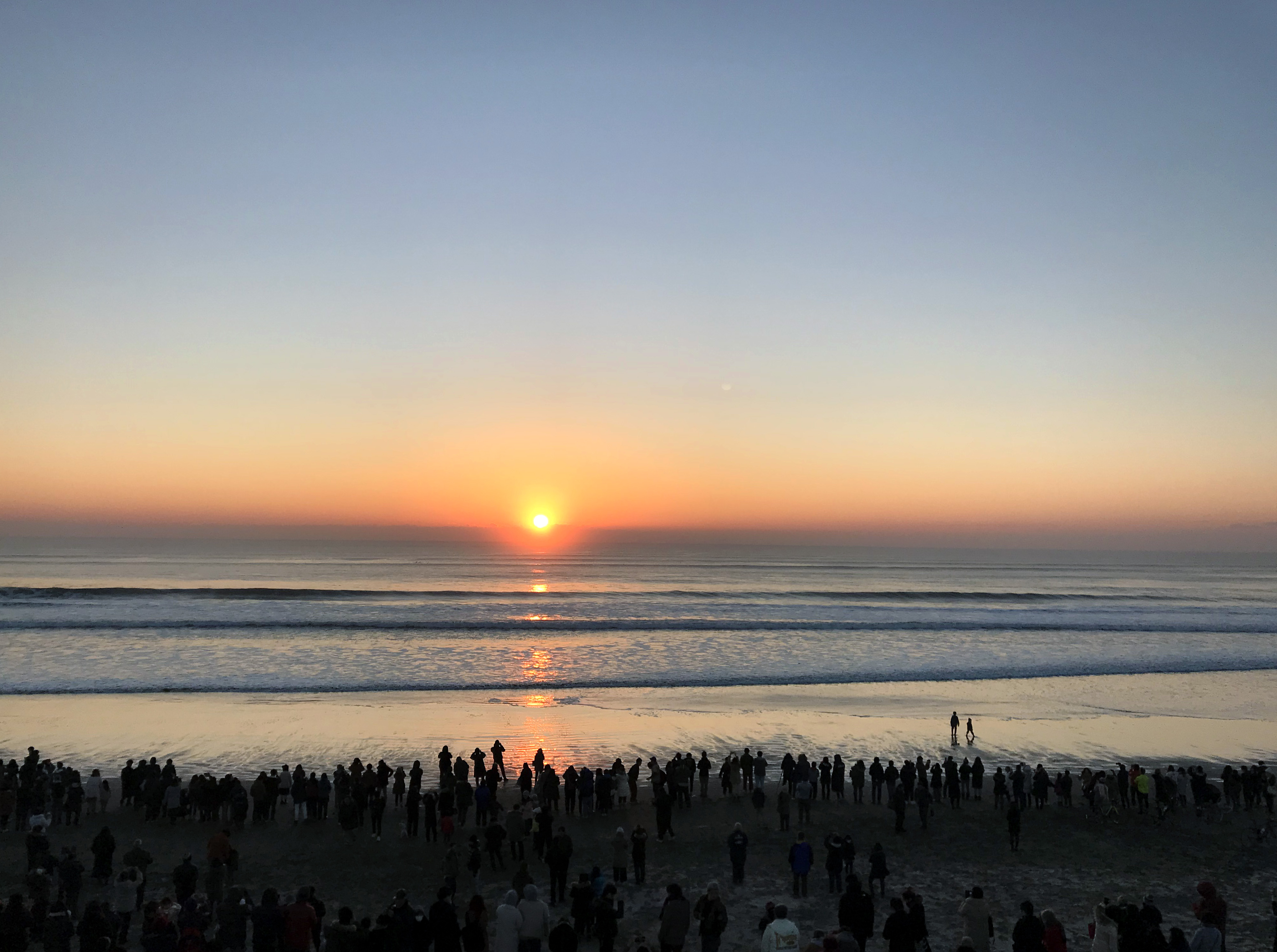
不動堂海岸（九十九里ビーチタワーから望む初日の出）

九十九里浜沿いには矢指ヶ浦海水浴場（旭市、水質AA判定）を始め、木戸浜海水浴場（横芝光町）、本須賀海水浴場（山武市）、片貝海水浴場（九十九里町）、白里中央海水浴場（大網白里市）、一宮海水浴場（一宮町）などの海水浴場が数多くあり、東京都心からのアクセスも比較的良く、夏季には多くの観光客が訪れる。保養地として国民宿舎を始め、多くの宿泊施設やオートキャンプ場が並ぶ。釣り場も多く点在し、関東最大級の釣り堀である九十九里海釣りセンターのような施設もあるため、初心者から上級者まで利用する多様な釣り場が点在する。
波質が良好なためサーフィン愛好者の間で人気の高いエリアであり、釣ヶ崎海岸（一宮町）に代表するサーフスポットも数多く点在する。一宮町を中心にサーファー専門店が多く、マリンスポーツと仕事を両方楽しむべくサテライトオフィス（シェアオフィス）の取り組みが実施されている。サーフィンの国際大会なども行われており、近年では2020年東京オリンピックのサーフィン競技（国際サーフィン連盟（ISA）が管轄）において釣ヶ崎海岸が競技会場に認定された。
釣ヶ崎海岸（志田下ポイント） - 海水浴場ではないが、サーフィンが盛んでシャワー・トイレ等も整備されている。2020年東京オリンピックのサーフィン競技会場となる。
広義では九十九里海岸であるが、狭義では以下のように更に細分される。
- 旭市
  - 下永井海岸（しもながい）
  - 萩園海岸（はぎぞの）
  - 飯岡海岸（いいおか）
  - 椎名内海岸（しいなうち）
  - 矢指ヶ浦海岸（やさしがうら）
- 匝瑳市
  - 吉崎海岸（よしざき）
  - 北九十九里海岸（きたくじゅうくり）・野手浜海岸（のではま）

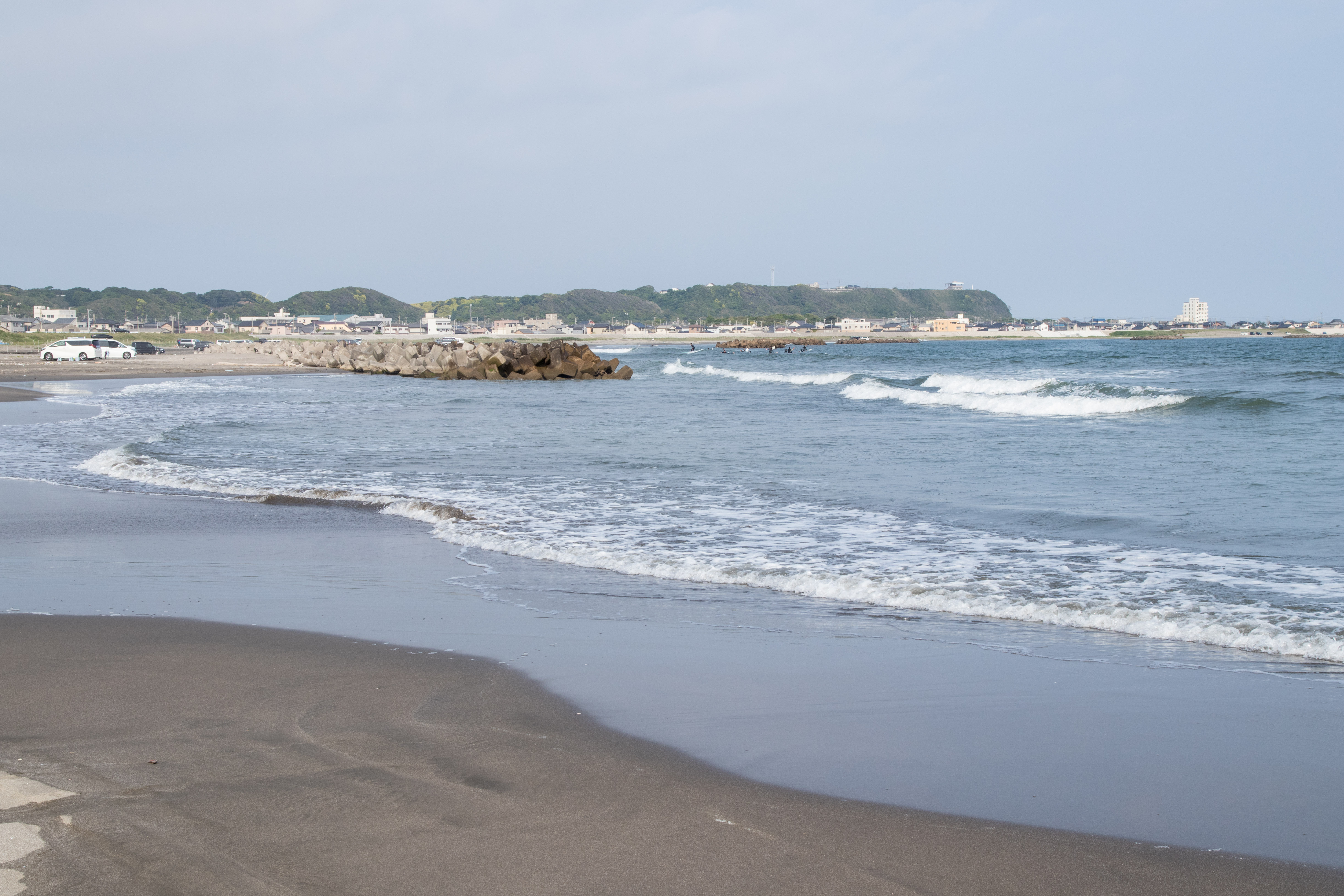
飯岡海岸（飯岡海水浴場）

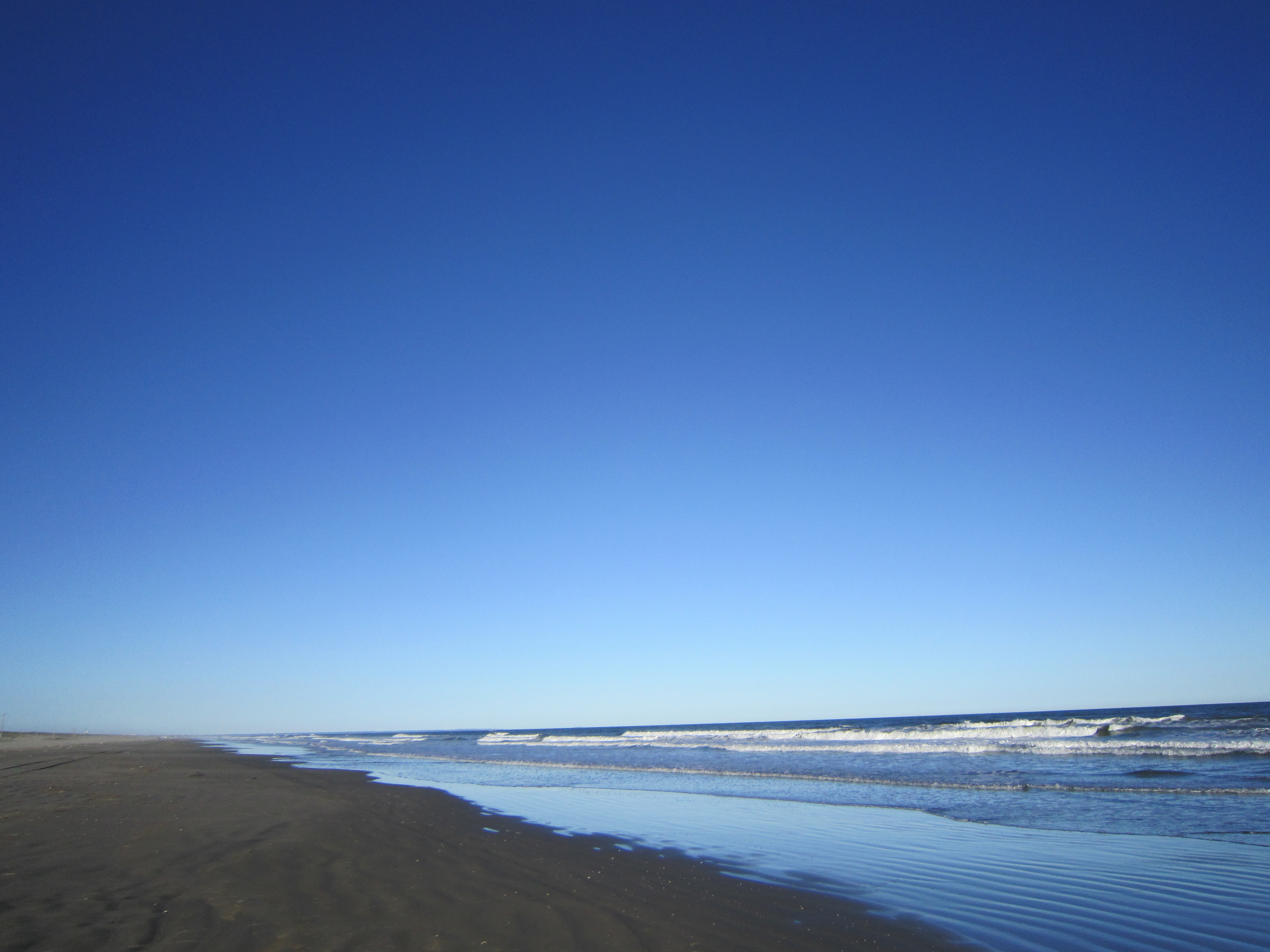
蓮沼海岸（蓮沼海水浴場）

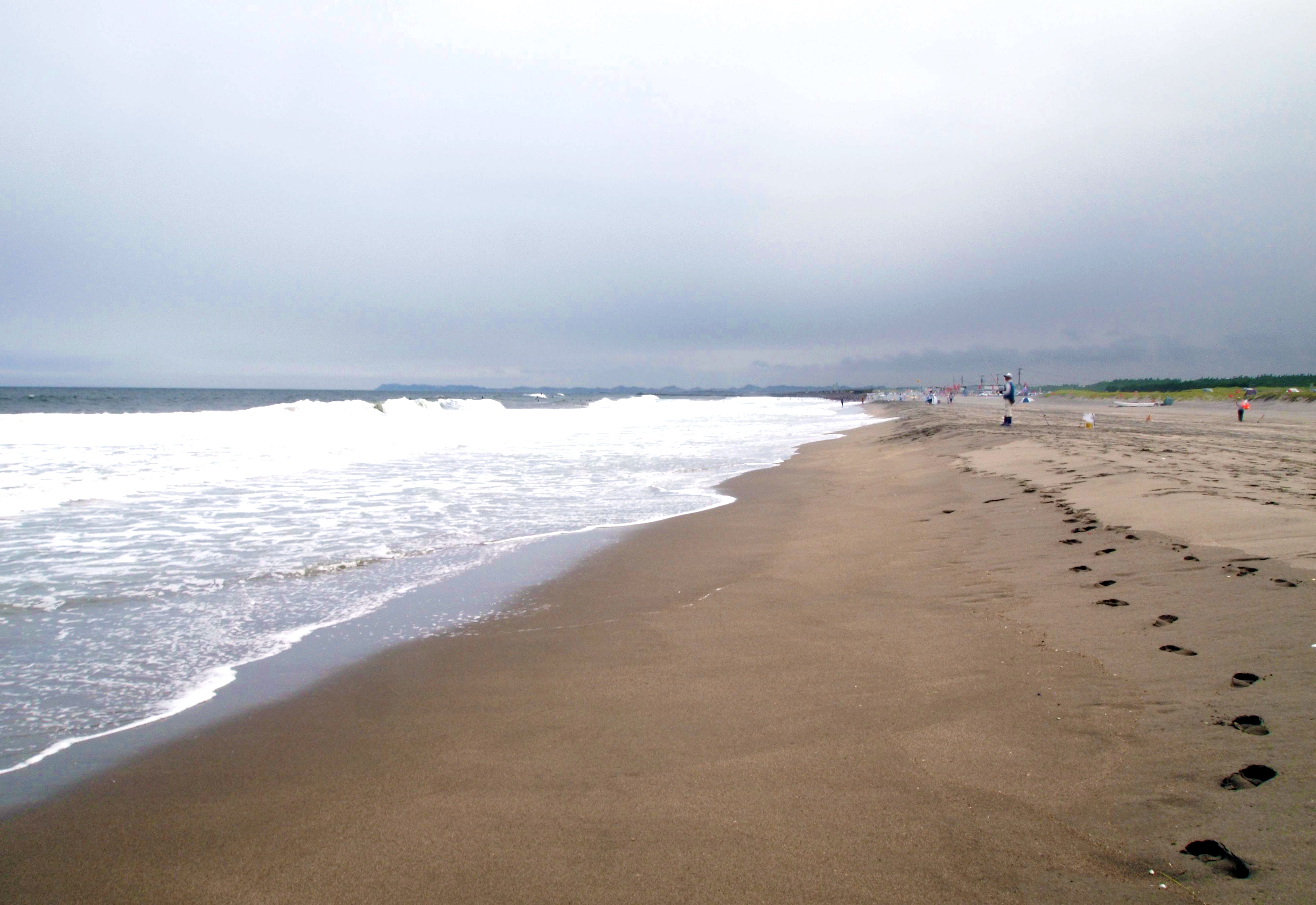
一松海岸（一松海水浴場）

  - 堀川海岸（ほりかわ）
- 横芝光町
  - 木戸海岸（きど）
  - 屋形海岸（やかた）
- 山武市

蓮沼海岸
- 殿下海岸（とのした）
- 中下海岸（なかした）
- 南浜海岸（みなみはま）

成東海岸
- 小松海岸（こまつ）
- 松ヶ谷海岸（まつがや）
- 井の内海岸（いのじ）
- 本須賀海岸（もとすか）

- 九十九里町
  - 豊海海岸（とようみ）
  - 片貝海岸（かたかい）
  - 作田海岸（さくだ）
- 大網白里市
  - 白里海岸（しらさと）
  - 白里中央海岸（しらさとちゅうおう）
  - 北今泉海岸（きたいまいずみ）
  - 南今泉海岸（みなみいまいずみ）
- 白子町
  - 白子海岸（しらこ）
  - 古所海岸（ふるところ）
  - 剃金海岸（そりがね）
  - 五井海岸（ごい）
  - 中里海岸（なかざと）
  - 幸治海岸（こうじ）
- 長生村
  - 一ッ松海岸（ひとつまつ）
- 一宮町
  - 一宮海岸（いちのみや）
  - 釣ヶ崎海岸（つりがさき）
  - 東浪見海岸（とらみ）
- いすみ市
  - 太東海岸（たいとう）

海水浴場
以下の一覧には、海水浴場のほか、サーフスポットも含める。
- 旭市
  - 飯岡海水浴場
    - 飯岡サーフスポット

  - 矢指ヶ浦海水浴場
  - 中谷里海水浴場
- 横芝光町
  - 屋形海水浴場
    - 屋形サーフスポット
- 山武市
  - 殿下海水浴場（蓮沼海岸）
  - 中下海水浴場（蓮沼海岸）
  - 南浜海水浴場（蓮沼海岸）
  - 小松海水浴場（成東海岸）
  - 白幡・井之内海水浴場（成東海岸）
  - 本須賀海水浴場（成東海岸）
    - 本須賀サーフスポット
- 九十九里町
  - 作田海水浴場
    - 作田サーフスポット

  - 片貝海水浴場
    - 片貝漁港サーフスポット
    - 片貝新堤サーフスポット

  - 豊海海水浴場
    - 豊海サーフスポット

  - 不動堂海水浴場（粟生海水浴場含む）
  - 真亀海水浴場
- 大網白里市
  - 北今泉海水浴場
  - 白里中央海水浴場
    - 白里サーフスポット
- 白子町
  - 剃金海水浴場
  - 古所海水浴場
  - 五井海水浴場
  - 中里海水浴場
  - 幸治海水浴場
- 長生村
  - 城之内海水浴場
  - 一松海水浴場
- 一宮町
  - 一宮海水浴場
    - 一宮サーフスポット

  - 新浜海水浴場
  - 東浪見海水浴場
    - 東浪見サーフスポット

  - 釣ヶ崎海岸
    - 志田下サーフスポット
- いすみ市
  - 太東海水浴場
    - 太東サーフスポット

### 展望台

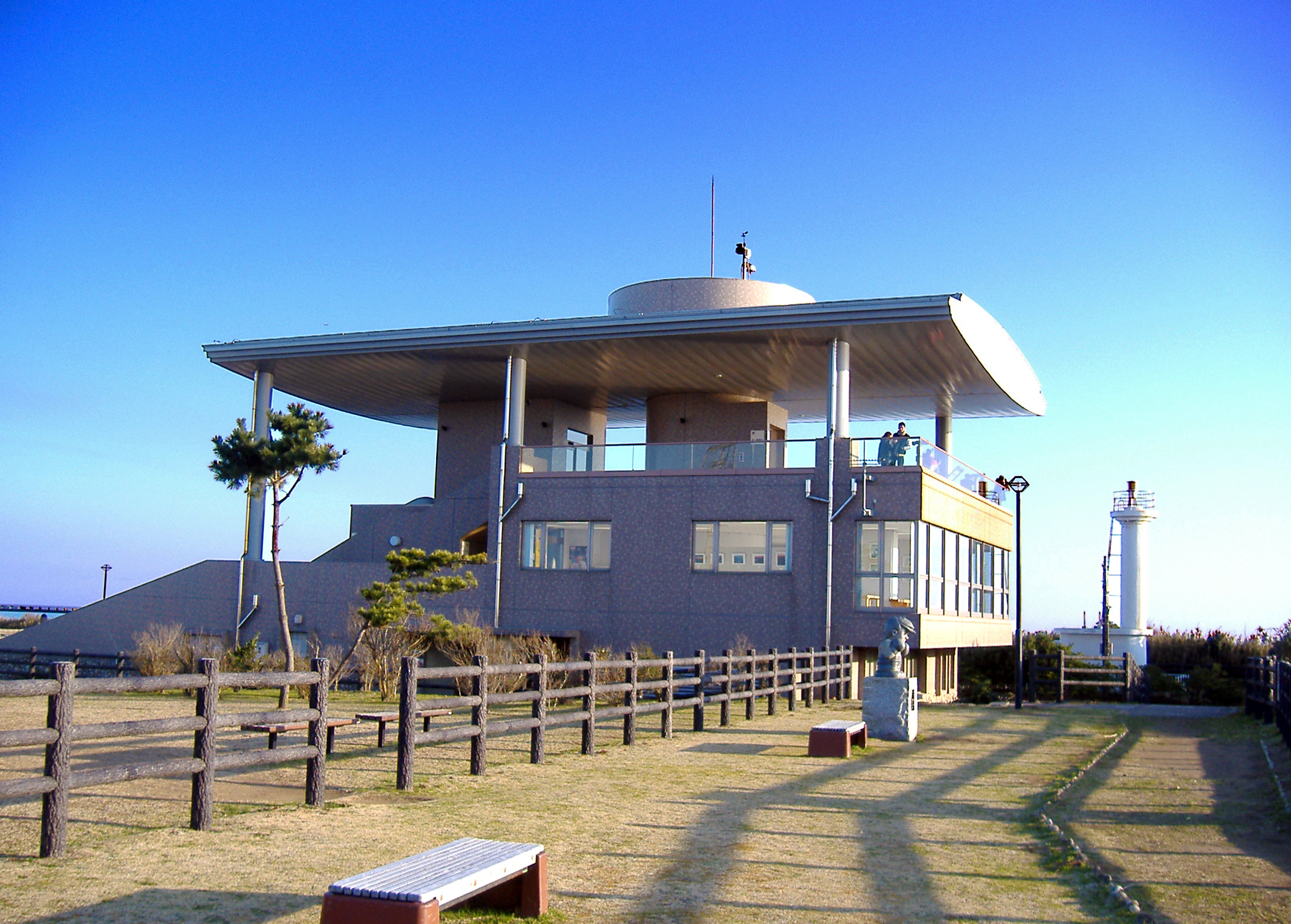
飯岡刑部岬展望館〜光と風〜

展望設備としてだけではなく、緊急時の避難所兼津波シェルターの役割を担っている。
- 飯岡刑部岬展望館〜光と風〜
- 萩園公園展望台
- 蓮沼海浜公園展望台
- 海の駅 九十九里津波避難タワー
- 九十九里ビーチタワー

### 公園

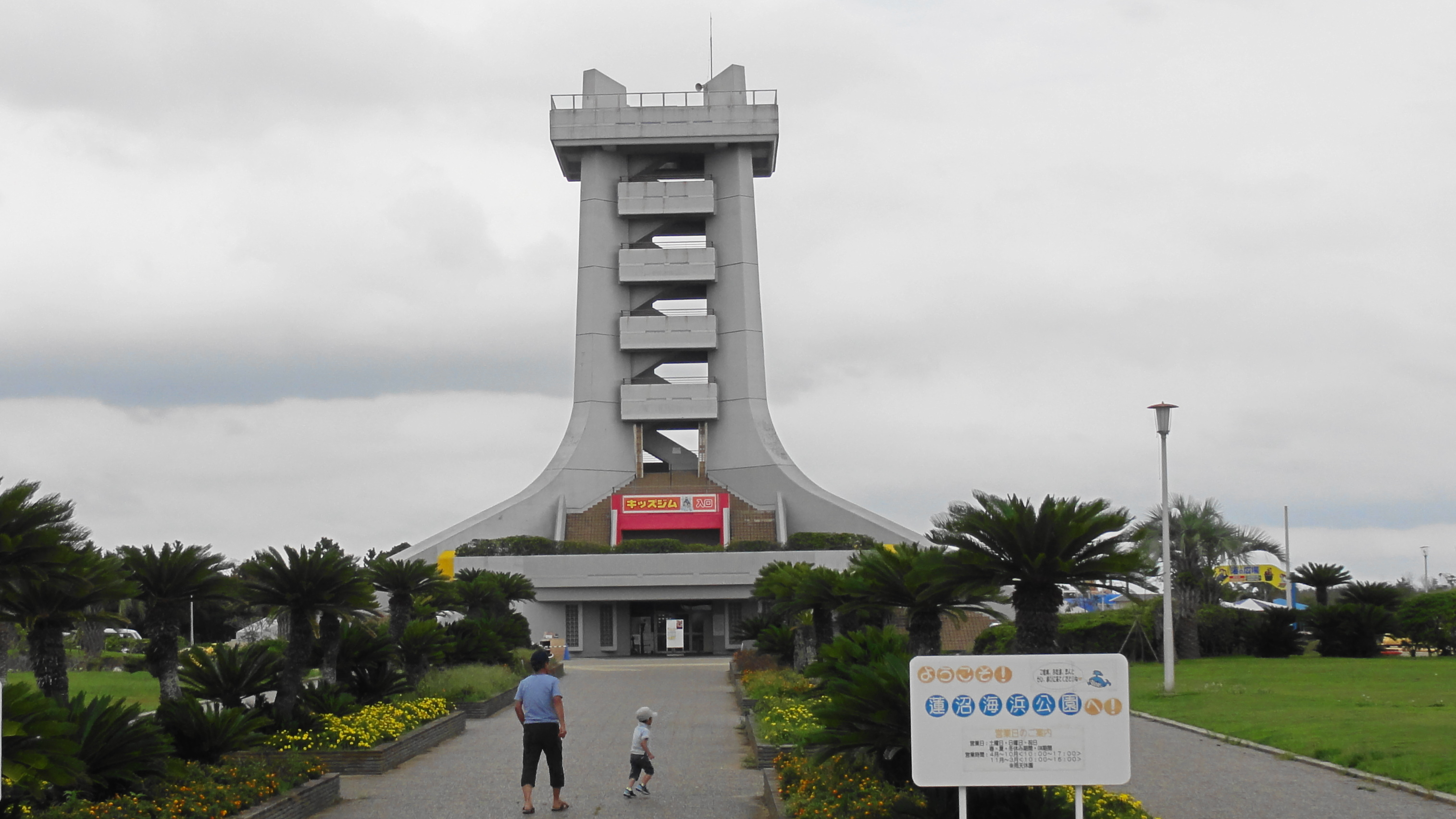
蓮沼海浜公園

広義としては千葉県立九十九里自然公園であるが、狭義としての九十九里浜に隣接する公園は以下の通り。
- 千葉県立九十九里自然公園
  - 上永井公園（刑部岬）
    - 飯岡灯台
    - 飯岡刑部岬展望館〜光と風〜（上永井自然公園施設）

  - いいおかみなと公園
  - 萩園公園
  - 蓮沼海浜公園（房総の魅力500選）
  - 片貝自然公園
    - 九十九里ふるさと自然公園センター（片貝自然公園施設、ビジターセンター）

  - ウミガメの丘
  - 白子自然公園
    - 白子町営テニスコート（白子自然公園施設）

### 温泉

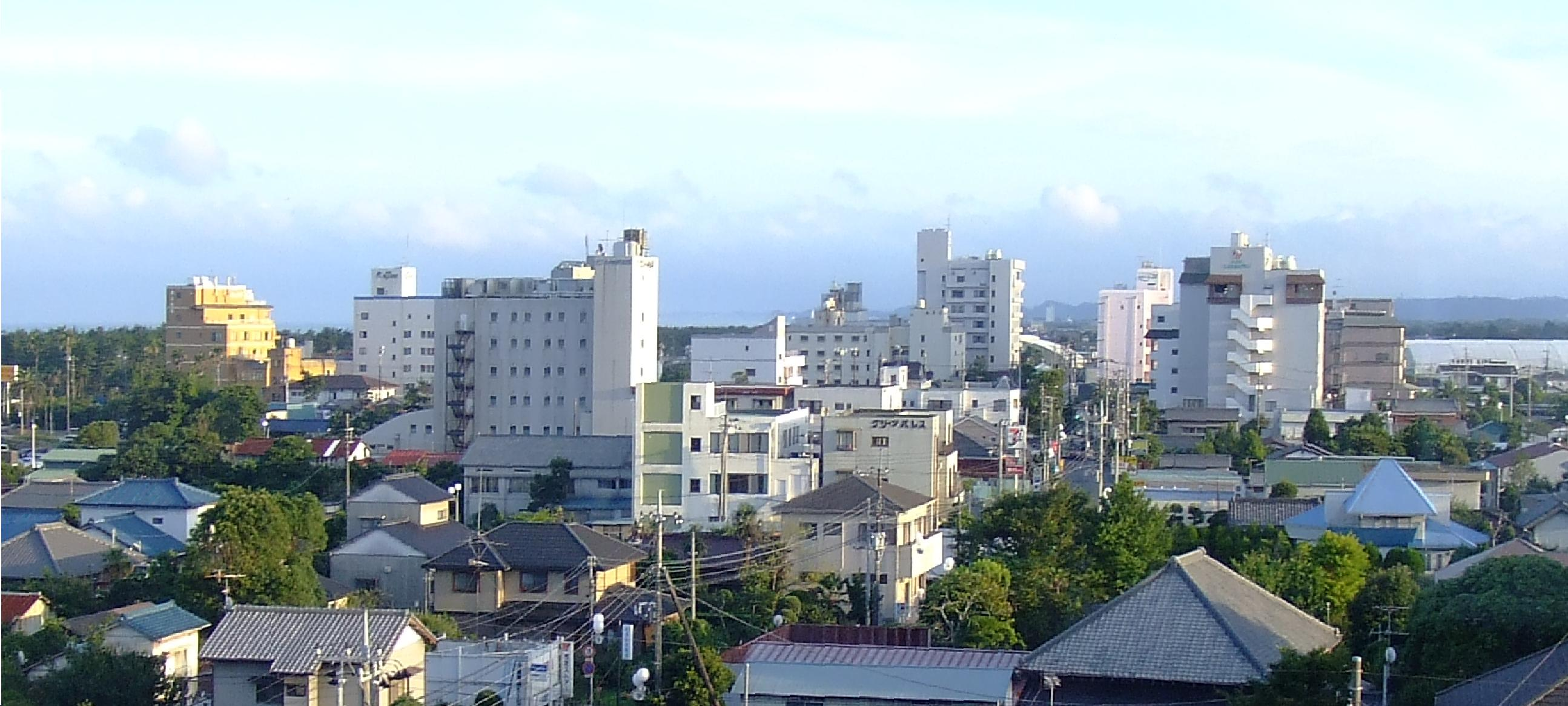
白子温泉のホテル群

温泉も多く湧き出ている。温泉街を形成している箇所は少なく、各ホテルなどで利用されている。
- 飯岡温泉
  - 飯岡ラジウム温泉
- 矢指ヶ浦温泉
- 旭九十九里温泉
- 八福温泉
- 白子温泉

### 周辺
代表的な周辺施設は以下の通り。

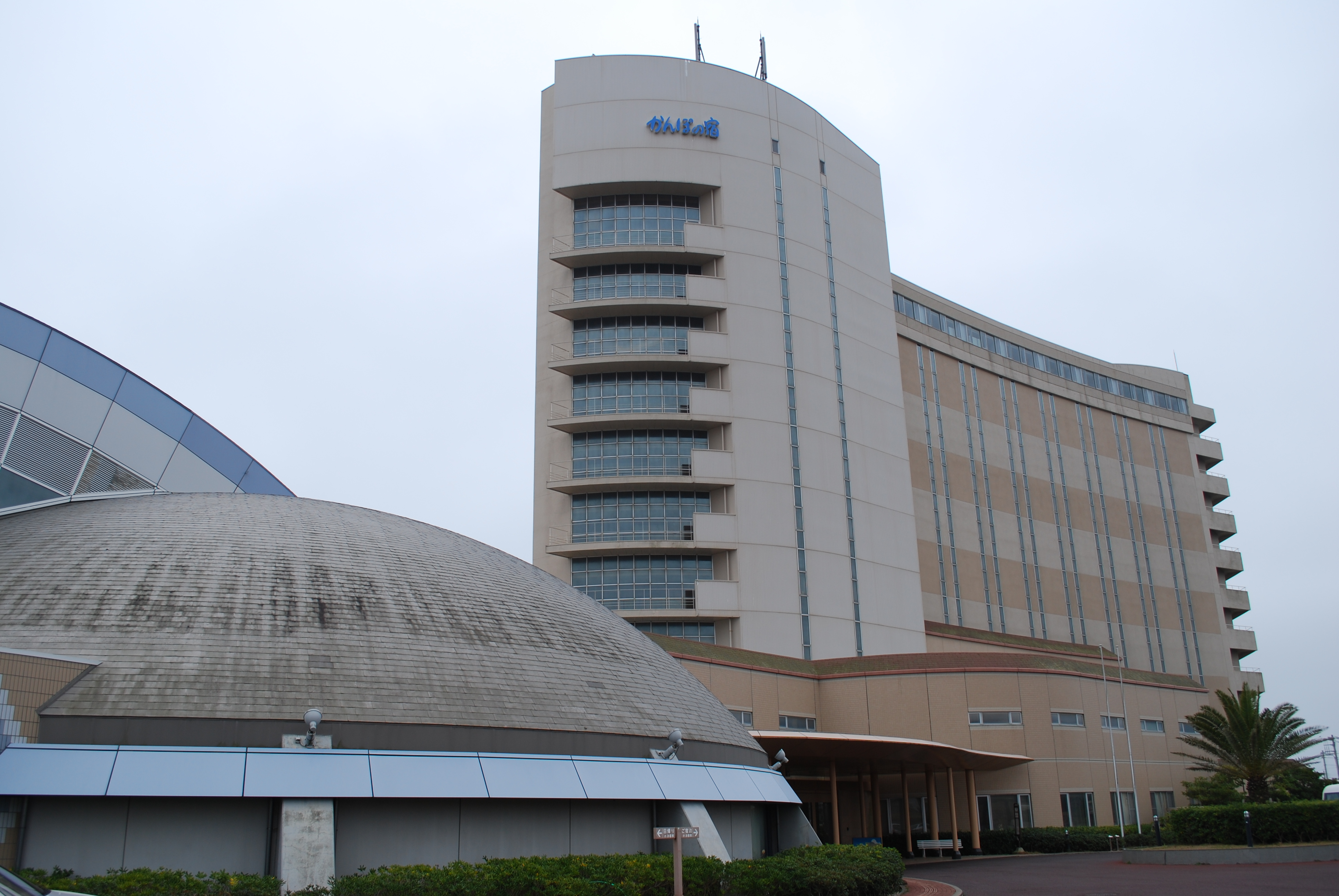
かんぽの宿旭

- いいおかユートピアセンター（コミュニティセンター）
- ビーチステーション＆cafe gin-ger（カフェ、バーベキュー施設）
- 九十九里ハーブガーデン
- 九十九里海釣センター
- ボンファイアービーチクラブ（サーファー向け簡易グランピング施設（ワーケーション））
- 九十九里「サンセット」（マリンスポーツ店、マリーナ）
- SUZUMINE（サテライトオフィス）

周辺には宿泊施設も数多く点在する、代表的な宿泊施設（国民宿舎など）は以下の通り。
- いいおか潮騒ホテル（旧：国民宿舎 食彩の宿いいおか荘）
- かんぽの宿旭（旧：旭保養センター）
- 太陽と海オートキャンプ場
- 九十九里浜シーサイドオートキャンプ場（第1、第2）
- サンライズ九十九里（国民宿舎）
- 九十九里浜白子ユースホステル
- 国民宿舎白子荘

### 道の駅
- 道の駅「季楽里あさひ」
- 道の駅「オライはすぬま」

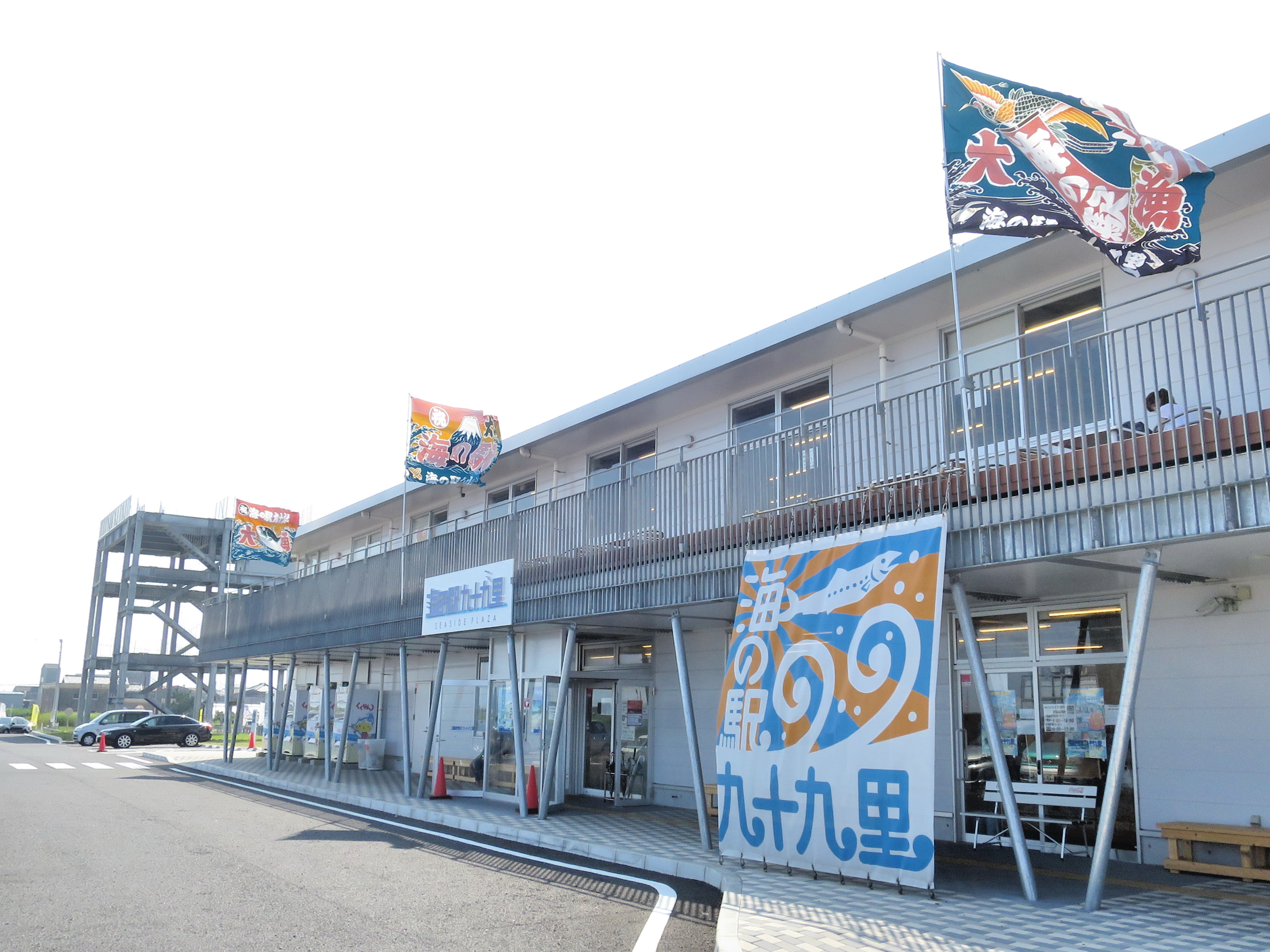
海の駅 九十九里（いわしの交流センター）

- 海の駅「九十九里」（いわしの交流センター、海の駅非公式）

### 博物館
- 飯岡歴史民俗資料館
- 九十九里アートミュージアム望月定子美術館
- いわし資料館（九十九里いわし博物館の移転先）

### スポーツ施設
- 一宮町営テニス場
- 一宮乗馬センター

## 交通
代表的なアクセス方法一覧。

### 公共交通機関
- 刑部岬・飯岡漁港
  - 高速バス
    - 「犬吠号（旭ルート）」： 東京駅 ⇔ 干潟・旭・旭中央病院東 - 海上・飯岡・銚子駅・犬吠埼（千葉交通・京成バス）
    - 「銚子 - 千葉・幕張線」： 免許センター・海浜幕張駅・千葉中央駅・千葉駅 ⇔ 干潟駅前・旭・海上・飯岡・陣屋町（千葉交通）
- 蓮沼海浜公園
  - コミュニティバス
    - 「山武市基幹バス」：JR総武本線成東駅または松尾駅⇔蓮沼海浜公園（ガーデンハウスマリーノ前）（ちばフラワーバス）

  - 路線バス
    - 「空港シャトルバス」：成田国際空港⇔蓮沼海浜公園第1駐車場前（千葉交通）

  - 急行バス
    - 「蓮沼ウォーターガーデン線」：千葉駅⇔蓮沼ウォーターガーデン（九十九里鉄道）
- 白里海岸
  - 高速バス
    - 「白子 - 東京線」：東京駅 - 東雲車庫 ⇔ 山田インター・みきの湯前 - 大網駅 - 白里海岸 - 白子中里（小湊鉄道・ちばフラワーバス）
    - 「白子車庫」：東京駅 ⇔ 大網駅・サンライズ九十九里・白子中里海岸（小湊鉄道･ちばフラワーバス）

  - 急行バス
    - 「九十九里ライナー線」：千葉駅 ⇔ 東金駅・片貝駅（九十九里鉄道）
    - 「白子車庫」：千葉駅 ⇔ サンライズ九十九里・白子車庫（小湊鉄道）

  - 路線バス
    - 「大網01」：大網駅 - 大網病院 - 柿餅 - 白里海岸 - 牛込 - 白子車庫（小湊鉄道）
    - 「大網13」：大網駅 - 大網病院 - 柿餅 - 旭ガラス前 - 清水 - 四天木九区 - いずみの里 - 白里海岸 - 牛込 - 白子車庫（小湊鉄道）
    - 「大網02」：大網駅 - 大網病院 - 柿餅 - 白里海岸 - サンライズ九十九里（小湊鉄道）
- 釣ヶ崎海岸
  - JR外房線 上総一ノ宮駅より、徒歩約15分

### 高速道路
九十九里浜（各目的地）に近いインターチェンジとしての代表例。
- 首都圏中央連絡自動車道 東金ICより、九十九里有料道路 片貝IC 〜 白子IC
- 千葉東金道路 東金ICより、九十九里有料道路 片貝IC 〜 白子IC
- 東京湾アクアライン・首都圏中央連絡自動車道（銚子連絡道路） 茂原長南IC〜 松尾横芝IC

### 一般道路
- 九十九里ビーチライン（千葉県道30号飯岡一宮線）

### 駐車場
- 各海水浴場周辺に無料駐車場多数。
  - 旭市営駐車場
  - 海の駅九十九里駐車場
  - 九十九里町片貝海岸海浜公園町営駐車場など

## 祭事
九十九里海岸で行う主な祭事・催事・イベント一覧。
- 飯岡しおさいマラソン大会（旭市、2月の第一日曜日に開催）
- 飯岡海浜花火大会（旭市、7月最終土曜日に開催）
- いいおかYOU・遊フェスティバル（旭市、7月最終土曜日,日曜日に開催）
- 一宮海岸納涼花火大会（一宮町、主に8月上旬に開催）
- 上総火まつり（一宮町、毎年元日に開催）
- 九十九里大漁節（九十九里町、県指定無形民俗文化財、ちば遺産100選）
- 九十九里地域の獅子舞と神楽・鎌数の神楽（旭市、県指定無形民俗文化財、ちば遺産100選）

## 文学・作品
九十九里浜一帯は古くからの保養地・療養地であり、遮るものもなく雄大な海岸線にはかつて数々の文人、墨客が訪れ、犬吠埼（銚子市）同様、「文豪の地」として親しまれていた。
日本の俳人、詩人、小説家として有名である、鈴木康文、高村光太郎、徳富蘆花など、海岸沿いには数多くの歌碑、詩碑が立つ。
鈴木康文
匝瑳郡栄村堀川（現・匝瑳市）に生まれた康文は九十九里浜を詠んだ短歌を多数残している。
- 歌集『九十九里』（1969年）
- 歌集『新九十九里』（1971年）
- 歌集『続々九十九里』（1973年）など

高村光太郎
光太郎の妻である智恵子の病に悩み、九十九里浜松林内に住む実妹斎藤せつ夫妻の「田村別荘」に転地療養し、1934年5月から12月まで約8ヶ月病気療養していたことから詩を残している。
- 詩『風にのる智恵子』（1935年）
- 詩『千鳥と遊ぶ智恵子』 （1937年）

徳富蘆花
- 小説『新春』（1917年）

### 舞台となった作品
舞台となった作品のなかでも代表作品の一覧。※発表順
映画
- 子連れ殺人拳（1976年） - 主人公（千葉真一）がヤクザたちと戦う。
- ゴジラ×モスラ×メカゴジラ 東京SOS（2003年） - 怪獣カメーバの死体が打ち上げられる。

漫画
- よろしくメカドック - レース「キャノンボールトライアル」のスタート地点として登場。

音楽
- 想い出の九十九里浜（1991年） - Mi-Keのデビューシングル。
- さらばピニャコラーダ（2003年） - Sound Scheduleの6th シングル。
- イエ〜ィ!!☆夏休み（2015年） - DISH//のシングル。歌詞に「九十九里」「刑部岬」が出てくる。